# هارولد ماكميلان
هارولد ماكميلان (بالإنجليزية: Harold Macmillan) سياسي بريطاني من حزب المحافظين (10 فبراير 1894-29 ديسمبر 1986). وتولى رئاسة الوزارة في بريطانيا من 10 يناير 1957 إلى 18 أكتوبر 1963. تم تلقيبه باسم «سوبر ماك»، كان معروفاً للبراغماتية، الطرافة وهدؤه.
خدم ماكميلان في حراس الغريناديه خلال الحرب العالمية الأولى. وقد أصيب بجراح ثلاث مرات، وكانت الأكثر قسوة في سبتمبر 1916 خلال معركة السوم. أمضى بقية الحرب في مستشفى عسكري غير قادر على المشي، وعانى من الألم وعدم الحركة الجزئية لبقية حياته. بعد الحرب انضم ماكميلان إلى الشركة العائلية، ثم دخل البرلمان في الانتخابات العامة عام 1924، لدائرة الانتخابية الشمالية في ستوكتون على تيز. بعد أن خسر مقعده في عام 1929، استعاده في عام 1931، بعد فترة وجيزة تحدث ضد ارتفاع معدل البطالة في ستوكتون على تيز، وضد التسوية السياسية في الحرب العالمية الثانية.
انتقله إلى منصب رفيع خلال الحرب العالمية الثانية كبروتوجي لرئيس الوزراء في زمن الحرب ونستون تشرشل، ثم عمل في منصب وزير الخارجية ووزير الخزانة تحت خليف تشرشل أنثوني إيدن. عندما استقال إيدن في عام 1957 بعد العدوان الثلاثي، خلفه ماكميلان رئيسا للوزراء.
باعتباره محافظ من الدولة الواحدة من تقاليد الدزرائيلي ويسوده ذكريات الكساد الكبير، فهو معتقد في تسوية دولة رفاهية وضرورة وجود إقتصاد مختلط، مدافع عن اقتصاد كينزي للاستثمار في القطاع العام للحفاظ على الطلب ومتابعة سياسات الشركات لتطوير السوق المحلي لمحرك للنمو. مستفيداً من الظروف الدولية المواتية، قد ترأس فترة من الثراء، تتسم بانخفاض معدلات البطالة وارتفاع معدلات النمو الغير متكافئ. في كلمته في بيدفورد في يوليو 1957، قال للأمة إنهم «لم يكنوا على هذا المستوى من النجاح»، ولكنه حذر من مخاطر التضخم، ملخص الازدهار الهش في الخمسينات. أعيد انتخاب المحافظين في عام 1959 مع زيادة الأغلبية في ميزانية الانتخابات.
في الشؤون الدولية، أعاد ماكميلان بناء العلاقة الخاصة مع الولايات المتحدة من حطام أزمة العدوان الثلاثي (التي كان واحداً من مفكرين العملية)، وأعاد رسم خريطة العالم عن طريق إنهاء الاستعمار في أفريقيا جنوب الصحراء. أعاد تشكيل الدفاعات الوطنية لمواجهة واقع العصر النووي، انهى الخدمة الوطنية، وعزز القوات النووية البريطانية من خلال الحصول على صاروخ بولاريس، وكان رائد في معاهدة الحظر الجزئي للتجارب النووية مع الولايات المتحدة والاتحاد السوفيتي. واعترف في وقت متأخر بمخاطر الاعتماد الاستراتيجي، وسعى دورا جديداً لبريطانيا في أوروبا، ولكن عدم استعداده للكشف عن أسرار الأسلحة النووية الأمريكية إلى فرنسا ساهم في حق النقض الفرنسي لدخول المملكة المتحدة إلى السوق الأوروبية المشتركة.
قرب نهاية فترة رئاسته، هزت حكومته بفضائح فاسال وقضية بروفومو، والتي يبدو أنها رمزت إلى ثقافة الشباب المتمردين في الستينيات من القرن العشرين والإضمحلال الأخلاقي للمؤسسة البريطانية. وبعد استقالته، عاش ماكميلان تقاعداً طويلاً كرجل سياسي كبير. كان بمثابة ناقد لخلفائه في سن الشيخوخة كما كان من أسلافه في شبابه.
كان ماكميلان آخر رئيس وزراء بريطاني ولد في عهد الملكة فيكتوريا، آخر من خدم الجيش في الحرب العالمية الأولى، آخر من أرتدا شارب عندما كان في منصب رئيس الوزراء، وآخر لإستقبال وراثة النبيل.

## النشأة

### العائلة
ولد ماكميلان في 52 كادوجان بلاس في تشيلسي (لندن)، إلى موريس كروفورد ماكميلان (1853-1936) ناشر، وزوجته السابقة هيلين (نيلي) أرتي تارليتون بيليس (1856-1937)، فنانة واجتماعية من سبنسر، إنديانا. كان لديه شقيقان، دانيال، أكبر منه بثماني سنوات، وآرثر، أكبر منه بأربع سنوات. جده، دانيال ماكميلان (1813-1857)، أسس شركة ماكميلان للنشر، كان ابن مزارع إسكتلندي من جزيرة أران.

### دراسته
تلقى ماكميلان تعليماً مكثفاً مبكراً، بمساعدة من أمه الأمريكية. تعلم الفرنسية في المنزل كل صباح من سلسلة متواصلة من الخادمات، ومارس يوميا W في نادي ماكفرسون للألعاب الرياضية والرقص الأكاديمي، قاب قوسين أو أدنى من منزل الأسرة. من سن السادسة أو السابعة حصل على دروس تمهيدية في اللاتينية واليونانية الكلاسيكية في مدرسة جلادستون، بالقرب من ميدان سلوني.
حضر ماكميلان مدرسة سمرفيلدز، أكسفورد (1903-1906). كان العالم الثالث في كلية إيتون، ولكن كان وقته هناك (1906-1910) مصاباً بمرض متكرر، بدءاً من هجوم شبه مميت من الالتهاب الرئوي في النصف الأول من دراسته هناك، وقد غاب عن سنته الأخيرة بسبب إبطاله، وقد درس في المنزل من قبل معلمين خاصين (1910-1911)، جدير الذكر رونالد نوكس، الذي قام بالكثير من أجل غرس الأنجليكية العليا. فاز بمعرض لبليول، لكنه كان أقل من عالم إعتباراً بشقيقه الأكبر، دان.

### الجامعة وآرائه السياسية المبكرة
عندما كان طفلاً، مراهقاً وثم وشاباً، كان معجباً بسياسات وقيادة سلسلة رؤساء الوزراء الليبراليين، بدءاً من هنري كامبل بانرمان، الذي جاء إلى السلطة قرب نهاية عام 1905 عندما كان ماكميلان يبلغ من العمر 11 عاماً فقط، ثم هربرت أسكويث، الذي وصفه لاحقاً بأنه يملك «إخلاص فكري ونبل إخلاقي»، ولا سيما من خليفة أسكويث، ديفيد لويد جورج، الذي اعتبره «كرجل عمل»، الذي من المرجح أنه يحقق أهدافه.
ذهب إلى كلية باليول، أكسفورد (1912-1914)، حيث انضم إلى العديد من الجمعيات السياسية. كانت آرائه السياسية في هذه المرحلة مزيج انتقائي من المحافظين المعتدلين، الليبرالية المعتدلة وفابيان الاشتراكية. قد قرأ بشوق عن بينجامين دزرائيلي، لكنه كان أيضاً معجباً بشكل خاص بخطاب لويد جورج في جمعية اتحاد أكسفورد في عام 1913، حيث أصبح عضوا ومناقشاً. وقد كان طالباً للرئيس آنذاك والتر مونكتون، الذي أصبح في وقت لاحق زميلا في مجلس الوزراء، وأصبح أميناً ثم أمينا للخزانة (انتخب في مارس 1914، ثم حدث غير عادي) في الاتحاد، ومن وجهة نظر كتابه، «بالتأكيد تقريباً» لا كان رئيس جامعة أكسفورد إذا لم تحدث الحرب. قد حصل على شهادة «أولا في مرتبة الشرف»، التي تعرف بشكل غير رسمي بالمودز. مع امتحاناته النهائية بعد عامين، تمتع بصيف مثالي في أكسفورد، قبل اندلاع الحرب العالمية الأولى.

### خدمته في الحرب
في مذكراته قال ماكميلان في وقت لاحق كيف كان في حفلة في لندن ليلة الأحد 28 يونيو، أين«فرقة كاسين» لعبت، واستيقظوا لسماع بائعي الصحف معلنون «اغتيال الأرشيدوق النمساوي فرانز فرديناند». ذاكرة ماكميلان ضللته. لم يكون هناك حفلة من أي قبيل، ولم يعط قتل الأرشيدوق أهمية كبيرة في الصحافة البريطانية في ذلك الوقت. اقترح ثورب أن ماكميلان قد يكون خلط بين حفلة مماثلة التي وقعت في ليلة الاثنين 3 أغسطس، عندما كانت هناك أنباء متضاربة حول الغزو الألماني لبلجيكا ودخول بريطانيا في الحرب.
تطوع بشكل فوري للخدمة في الحرب العظمى، انضم ماكميلان إلى الجيش البريطاني وكلف كملازم ثاني مؤقت في السلاح الملكي في 19 نوفمبر 1914. ترقى إلى ملازم في 30 يناير 1915، وسرعان ما نقل إلى حراس غريناديه. قاتل على الخطوط الأمامية في فرنسا، حيث كان من المعروف أن معدل الإصابة مرتفع، كما كان احتمال «الموت المبكر». خدم بتمييز ككابتن وجرح في ثلاث مناسبات. أصيب ماكميلان بالرصاص في اليد اليمنى وتلقى رصاصة عارمة في الرأس في معركة لوس في سبتمبر 1915، أُرسل ماكميلان إلى حدائق لينوكس تشيلسي للعلاج في المستشفى، ثم انضم إلى كتيبة احتياطية في ثكنات تشيلسي من يناير إلى مارس 1916، إلى أن شفيت يده. ثم عاد إلى الخطوط الأمامية في فرنسا. قاد فصيلة متقدمة في معركة فليرز كورسيليت (جزء من معركة السوم) في سبتمبر 1916، أصيب بجراح بالغة، ووضع لمدة عشر ساعات في خندق، وأحيانا يتظاهر كأنه ميت عندما مروا الألمان، وقراءة كتاب المسرح الكلاسيكي إسخيلوس في اليونانية الأصلية. كان ولد رئيس وزراء المملكة المتحدة آنذاك هربرت أسكويث، ريموند أسكويث، ضابطاً شقيقاً في كتيبة ماكميلان، وقتل في ذلك الشهر.
قضى ماكميلان العامين الأخيرين من الحرب في المستشفى يخْضع لسلسلة طويلة من العمليات. كان لا يزال على العكازات في يوم الهدنة، هدنة كومبين الأولى. استغرقت جرحه في الفخذة أربع سنوات للشفاء تماماً، وقد ترك مع خلط طفيف في مشيته وقبضة محكمة في يده اليمنى من جرحه السابق، مما أثر على خط يده.
رأى ماكميلان نفسه على أنه «أكاديميكي» و «محارب»، وعرض لاحقا ازدراء مفتوحاً لساسة آخرين (مثل راب بتلر، هيو غايتسكيل وهارولد ويلسون) الذين لم يشاهدوا الخدمة العسكرية في الحرب العالمية الأولى أو الثانية.

### مساعد كندي
من بين الثمانية وعشرون طالباً الذين بدأوا في بالبليول مع ماكميلان، نجا هو وشخص آخر في الحرب. نتيجة لذلك، رفض العودة إلى أكسفورد لإكمال شهادته، قائلاً أن الجامعة لن تكون هي نفسها، في السنوات اللاحقة قال مازحاً أنه «تم إرساله من قبل القيصر».
بسبب الانكماش الوشيك للجيش بعد الحرب، لن تكن هناك لجنة عادية في كتيبة الغرينادير. مع ذلك، في نهاية عام 1918 انضم ماكميلان للكتيبة الاحتياطية للحرس في ثكنة تشيلسي «للواجبات الخفيفة». في إحدى المناسبات كان عليه أن يقود قوات موثوقة في متنزه قريب، حيث كانت وحدة من رجال الحرس ترفض لفترة وجيزة العودة إلى فرنسا، على الرغم من أن الحادث تم حله سلمياً. ودفع الحادث إلى تحقيق من قبل مكتب الحرب حول ما إذا كان يمكن الاعتماد على كتيبة الاحتياط التابعة للحرس.
ثم خدم ماكميلان في أوتاوا، أونتاريوا، كندا، في عام 1919 كياور شخصي لفيكتور كافنديش، الدوق التاسع لديفونشاير، الذي كان آنذاك الحاكم العام لكندا، ووالد زوجته في المستقبل. تم الإعلان عن زواج كابتن ماكميلان لإبنة الدوق السيدة دوروثي في 7 يناير 1920. تنازل عن عموله في 1 أبريل 1920. كما كان شائعاً للضباط السابقين المعاصرين، وواصل باسم «الكابتن ماكميلان» حتى أوائل ثلاثينيات القرن العشرين، وكان مدرجا على هذا النحو في كل انتخابات عامة بين عامي 1923 و 1931. وحتى في وقت متأخر من تعيينه في شمال أفريقيا عام 1942-1943، ذكر تشرشل بأنه حصل على رتبة كابتن في احتياطي الحرس.

### النشر
لدى عودته إلى لندن في عام 1920 انضم إلى شركة النشر العائلية ماكميلان للنشر كشريك صغير، وبقي مع الشركة حتى تعيينه في مكتب وزاري في عام 1940. واستأنف مع الشركة من 1945 إلى 1951 عندما كان الحزب معارضاً.

## حياته الشخصية
تزوج ماكميلان للسيدة دوروثي كافنديش، ابنة الدوق التاسع لديفونشاير، في 21 أبريل 1920. وكان عمها الأكبر سبنسر كافنديش، دوق ديفونشاير الثامن، الذي كان زعيم الحزب الليبرالي في سبعينات قرن التاسع عشر، وزميل قريب إلى وليم غلادستون، جوزيف تشامبرلين وروبرت سيسل. كما انحدرت السيدة دوروثي من وليام كافينديش دوق ديفونشير الرابع، الذي شغل منصب رئيس الوزراء من 1756 إلى 1757 في شراكة مع دوق نيوكاسل وويليام بيت الأكبر. ابن أخها وليام كافنديش، ماركيس هارتينغتون تزوج كاثلين، شقيقة جون كينيدي.
في عام 1929 بدأت سيدة دوروثي علاقة طويلة الأمد مع السياسي المحافظ روبرت بوثبي، هو تنسيق الذي أفسد المجتمع العالي لكنه بقى غير معروف لعامة الناس. حث فيليب فرير، شريك في محامي فرير تشولميلي، ماكميلان على عدم طلاق زوجته التي كانت في ذلك الوقت قاتلة لمهنته العامة حتى بالنسبة «لحزب الأبرياء». عاش ماكميلان وسيدة دوروثي حياة منفصلة إلى حد كبير في الخاص بعد ذلك. قد يكون التوتر الناجم عن هذا ساهم في انهيار ماكميلان العصبي في عام 1931. كثيراً ما كان يعامله أسرة زوجته الأرستقراطية بازدراء، وكان ينظر إليه على أنه شخصية حزينة ومعزولة في شاتسورث في الثلاثينات. يشير كامبل إلى أن إهانة ماكميلان كانت السبب الأول في سلوكه الغريب والمتمرد في الثلاثينيات، ثم في العقود اللاحقة، جعلته سياسي أكثر صعوبة وأكثر قسوة من منافسيه إيدن وبتلر.
ماكميلان كان لديه أربع أطفال:
- موريس ماكميلان، فيكونت ماكميلان من أوفندن (1921-1984)
- السيدة كارولين فيبر (1923-2016)
- السيدة كاثرين أمري (1926-1991)
- سارة هيث (1930-1970). كانت هناك شائعات عائلية أن كانت بوثبي والدها الطبيعي ولكن قد تم خصمها من قبل أحدث الدراسات والتفاصيل.[51]

ماتت السيدة دوروثي في 21 مايو 1966، عمر 65، بعد 46 سنة من الزواج.
كان ماكميلان في صداقة وثيقة مع آفا أندرسون في الشيخوخة، فيسكونتة وافيرلي، ني بودلي (1896-1973)، أرملة جون أندرسون، فيسكونت وافيرلي الأول. إيلين أوكاسي، ني رينولدز (1900-1995)، زوجة الممثل السينمائي الايرلندي سيان أوكيسي، كانت صديقة أخرى، وماكميلان نشر مسرحيات زوجها. على الرغم من أن قيل أنها حلت محل السيدة دوروثي في محبة ماكميلان، هناك خلاف حول مدى حميمية العلاقة بعد وفاة أزواجهم، وما إذا كان اقترح ماكميلان الزواج.

## مهنته السياسية 1924-1951

### نائب برلماني (1924-1929)
تنازع ماكميلان على دائرة الصناعية الشمالية المكتئبة في ستوك تون أون تيز في عام 1923. تكلفته الحملة حوالي 200 - 300 جنيه استرليني من جيبه الخاص. الانهيار في التصويت الليبرالي تركه يفوز في عام 1924. في عام 1927، نشر أربعة من النواب، بما في ذلك بوثبي وماكميلان، كتاباً قصيراً يدعو إلى اتخاذ تدابير جذرية. في عام 1928 وصف ماكميلان من قبل بطله السياسي، والآن زميله البرلماني، ديفيد لويد جورج، بأنه «مولوداً متمرد».
فقد ماكميلان مقعده في عام 1929 في وجه البطالة الإقليمية العالية. أصبح تقريباً مرشحا محافظاً للمقعد الآمن لهيتشين في عام 1931  ولكن النائب عن الدائرة الانتخابية، غاي مولسورث كيندرسلي ألغى خططه التقاعدية، ويرجع ذلك جزئياً إلى ارتباطه مع المتمردين المناهضين لبالدوين وشكه في تعاطف ماكميلان مع أوزوالد موزلي وعوده باتخاذ تدابير جذرية للحد من البطالة. بدلاً من ذلك، استقالة المرشح الجديد في ستوكتون سمح ماكميلان بإعادة اختياره هناك، وعاد إلى مجلس العموم لمقعده القديم في عام 1931.

### نائب برلماني (1931-1939)
قضى ماكميلان الثلاثينات على المقاعد الخلفية. في مارس 1932 نشر «الدولة والصناعة» (لا يخلتط بينه وبين كتيبه السابق «الصناعة والدولة»). في سبتمبر 1932 قام بزيارته الأولى للاتحاد السوفييتي. كما نشر ماكميلان «الخطوة التالية». دعا إلى الأموال الرخيصة والتخطيط الإقتصادي. في عام 1933 كان المؤلف الوحيد «إعادة الإعمار: نداء لوحدة وطنية». في عام 1935 كان واحداً من 15 نائباً لكتابة «التخطيط من أجل التوظيف». نشره التالي «السنوات الخمس المقبلة» قد طغت من قبل كتاب «الصفقة الجديدة» الذي اقترحته لويد جورج في عام 1935. نشرت ماكميلان للنشر أيضاً أعمال الخبير الاقتصادي جون مينارد كينز.
استقال ماكميلان حزب المحافظين احتجاجاً على رفع العقوبات على إيطاليا بعد غزوها للحبشة. «تشيبس» تشانون وصفه بأنه «غير خلاب، كتاب، عضو غريب الأطوار لستوك تون أون تيز» وسجل (8 يوليو 1936) أنه قد أرسل «مذكرة جامدة» من قبل رئيس الوزراء المحافظ ستانلي بلدوين. ذكر بالدوين في وقت لاحق أنه نجا من خلال توجيه مسار وسط بين هارولد ماكميلان و (اليمين المتطرف) جون غريتون.
مجموعة الخمس سنوات القادمة، التي أنتمي إليها ماكميلان، قد أثارت الانتباه في نوفمبر 1937. كتابه «الطريق الأوسط» ظهرت في يونيو 1938، ودعت إلى فلسفة سياسية وسطية على نطاق واسع على الصعيدين المحلي والدولي. ماكميلان سيطر على مجلة نيو أوتلوك وتأكد من أنها نشرت في المساحات السياسية بدلاً من العمل النظري البحت.
دعم ماكميلان أول رحلة تشامبرلين لإجراء محادثات مع أدولف هتلر في بيرشتسجادن، ولكن ليس رحلاته اللاحقة إلى باد غودسبرغ وميونيخ. بعد معاهدة ميونخ كان يبحث عن «مثال 1931 العكسي»، أي مثل تحالف الذي سيطر عليه حزب العمال الذي خدم فيه بعض المحافظين، عكس التحالف الذي يسيطر عليه المحافظون الذي كان يحكم بريطانيا منذ عام 1931. أيد المرشح المستقل، ليندساي، في انتخابات أكسفورد الفرعية. وكتب كتيباً بعنوان «ثمن السلام» يدعو إلى تحالف بين بريطانيا وفرنسا واتحاد الجمهوريات الاشتراكية السوفياتية، لكنه توقع من بولندا ان تجعل «الإقامة» الإقليمية لألمانيا (أي التخلي عن الممر البولندي). في «الجوانب الاقتصادية للدفاع»، في وقت مبكر من عام 1939، دعا إلى وزارة التموين.

### حرب زائفة (1939-1940)
زار ماكميلان فنلندا في فبراير 1940، التي كانت في وضع تعاطفي كبير في بريطانيا كما كان يتعرض لهجوم من قبل الاتحاد السوفييتي، التي كانت متحالفة بشكل فضفاض إلى ألمانيا النازية. كان مرتدي قبعة فرو بيضاء، التي لبسها في وقت لاحق في رحلة إلى الاتحاد السوفييتي في أواخر الخمسينات. كان آخر خطاب له من المقاعد الخلفية هو مهاجمة الحكومة لعدم القيام بما يكفي لمساعدة فنلندا. تم إنقاذ بريطانيا من التزام محرج عندما انتهت حرب الشتاء في مارس 1940 (قاتلت فنلندا في وقت لاحق على الجانب الألماني ضد اتحاد الجمهوريات الاشتراكية السوفياتية).
صوت ماكميلان ضد الحكومة في نقاش النرويج، مما ساعد على إسقاط نيفيل تشامبرلين كرئيساً للوزراء، وحاول الانضمام إلى العقيد جوشيا ويدجوود للغناء في «حكم بريطانيا» في مجلس العموم.

### سكرتير برلماني، وزارة التموين (1940-1942)
ماكميلان قد حصل أخيراً على منصب من خلال خدمته في حكومة الائتلاف الحربي بوصفه السكرتير البرلماني لوزير التموين من عام 1940. علق تشانون (29 مايو 1940) على أن كانت هناك «بعض التسلية على تمتع هارولد ماكميلان الواضح جداً بنصبه الجديد».
كانت مهمة ماكميلان هي توفير الأسلحة والمعدات الأخرى للجيش البريطاني وسلاح الجو الملكي. سافر حول البلاد لتنسيق الإنتاج، والعمل مع بعض النجاح تحت اللورد بيفيربروك لزيادة التزويد ونوعية مركابات القتال المدرعة.

### وكيل وزارة المستعمرات (1942)
تم تعيين ماكميلان وكيل وزارة الدولة للمستعمرات في عام 1942، بكلماته «أترك مستشفى المجانيين اللدخول في ضريح». على الرغم من كونه وزيرا مبتدئاً كان عضواً في مجلس الملكة الخاص، وتحدث في مجلس العموم للأمناء الإستعماريين إدوارد غينيس واللورد كرانبورن. قد أعطي لماكميلان مسؤولية زيادة الإنتاج والتجارة الاستعمارية، وأشار إلى إتجاه السياسة المستقبلية عندما أعلن في يونيو 1942:
ينبغي أن يكون المبدأ الحاكم للإمبراطورية الإستعمارية مبدأ الشراكة بين مختلف العناصر التي تؤلفها. من الشراكة يأتي التفاهم والصداقة. داخل نسيج الكومنولث يكمن مستقبل الأقاليم المستعمرة.
توقع ماكميلان أن المحافظين واجهوا هزيمة ساحقة بعد الحرب، مما تسبب في تشانون لكتابة (6 سبتمبر 1944) عن «النبوءة الغبية من الحمار اللطيف هارولد ماكميلان». في أكتوبر 1942 سجل هارولد نيكولسون ماكميلان على أنه توقع «الاشتراكية المتطرفة» بعد الحرب. كان من القريب أن أستقال ماكميلان عندما عين أوليفر ستانلي وزيرة الدولة في نوفمبر 1942، لأنه لن يكون المتحدث باسم مجلس العموم كما كان تحت كرانبورن. بريندان براكن نصحه بعدم الاستقالة.

### الوزير المقيم في البحر الأبيض المتوسط (1942-1945)
بعد أن رفض هاري كروكشانك هذه الوظيفة، حقق ماكميلان السلطة الحقيقية ومنصب في مجلس الوزراء في وقت متأخر من عام 1942 كوزير بريطاني مقيم في الجزائرالعاصمة في البحر الأبيض المتوسط، التي حررت مؤخراً في عملية الشعلة. قدم تقاريره مباشرةً إلى رئيس الوزراء بدلاً من وزير الخارجية أنطوني إيدن. أوليفر ليتلتون كان له وظيفة مماثلة في القاهرة، في حين كان روبرت ميرفي نظير ماكميلان الأمريكي. قد قام ماكميلان ببناء علاقة مع الجنرال الأمريكي دوايت أيزنهاور، القائد الأعلى للقوات المتحالفة في منطقة البحر الأبيض المتوسط (ساكمد)، الذي أثبتت فائدتها في مسيرته المهنية، وذكر ريتشارد كروسمان لاحقاً بأن استعارة ماكميلان «الإغريق في الإمبراطورية الرومانية» التي كانت مشهورة في وقتهم (أي أنه: بما أن الولايات المتحدة الأمريكية قد حلت محل بريطانيا كقوة رائدة في العالم، يجب على السياسيين والدبلوماسيين البريطانيين أن يسترشدوا بأمركيا بنفس الطريقة التي نصح بها العبيد اليونانيون ورجال التحرير الرومان القويون). في مؤتمر الدار البيضاء ساعد ماكميلان على قبول الولايات المتحدة، إن لم يكن الاعتراف، بالزعيم الفرنسي الحر شارل ديغول.
قد احرق ماكميلان بشدة في حادث تحطم طائرة، في محاولة له للصعود إلى الطائرة لإنقاذ شخص فرنسى. كان عليه أن يضع جص على وجهه. في هذيانه كان يتصور نفسه مرة أخرى في محطة لتطهير الإصابات في معركة السوم وطلب تمرير رسالة إلى والدته التي ماتت الآن.
جنبا إلى جنب مع، غلادوين جيب، ساعد في التفاوض على الهدنة الإيطالية في أغسطس 1943، بين غزو صقلية وهبوط ساليرنو. تسبب هذا بخلاف مع إيدن والوزارة الخارجية. كان مقره في كازيرتا لبقية الحرب. تم تعيينه المفوض السامي للمملكة المتحدة للمجلس الاستشاري لإيطاليا في وقت متأخر من عام 1943. زار لندن في أكتوبر 1943، واشتبك مرة أخرى مع إيدن. عين إيدن دوف كوبر سفيراً في فرنسا (التي لازالت تحت الاحتلال الألماني) ونويل تشارلز سفيراً في إيطاليا للحد من نفوذ ماكميلان. في مايو 1944 ماكميلان غضب إيدن من خلال المطالبة بمعاهدة سلام في وقت مبكر مع إيطاليا (في ذلك الوقت كانت النظام موالية للحلفاء تحت بادوليو الذي أستولى على بعض السلطة في الجنوب، المحرر، لجزء إيطاليا)، وهي الخطوة التي فضلها تشرشل. وفي يونيو 1944، حث على أن يقود البريطانيون فجوة ليوبليانا إلى أوروبا الوسطى (عملية «الإبط») بدلاً من تحويل القوات الأمريكية والقوات الفرنسية الحرة إلى جنوب فرنسا (عملية دراغون). هذا الاقتراح أعجب تشرشل والجنرال هارولد ألكسندر، لكنه لم يلتق بموافقة أمريكية. أرسل إيدن روبرت ديكسون لإلغاء وظيفة وزير المقيم، حيث لم يكن هناك بعد ذلك وظيفة لمكميلان في المملكة المتحدة، لكنه تمكن من منع إلغاء وظيفته. زار تشرشل إيطاليا في أغسطس 1944. في 14 سبتمبر 1944 تم تعيين ماكميلان رئيس مفوض اللجنة المركزية المتحالفة لإيطاليا (خلافةً إلى الجنرال ماكفارلين). وظل الوزير البريطاني المقيم في مقر الحلفاء والمستشار السياسي البريطاني إلى «جمبو» ويلسون، القائد الأعلى للبحر الأبيض المتوسط. وفي 10 نوفمبر 1944 عين رئيس نيابة لجنة الحلفاء (القائد الأعلى يجري منصب الرئيس).
زار ماكميلان اليونان في 11 ديسمبر 1944. مع انسحاب الألمان، كانت القوات البريطانية تحت قيادة الجنرال سكوبي قد نشرت في أثينا، ولكن كانت هناك مخاوف من أن المقاومة اليونانية المؤيدة للشيوعية، (جبهة التحرير الوطني اليوناني) وجناحها العسكري (جيش تحرير الشعب اليوناني)، ستتولى السلطة (انظروا إلى الحرب الأهلية اليونانية) أو تدخل في صراع مع القوات البريطانية. ركب ماكميلان في دبابة وكان تحت نيران القناصة في السفارة البريطانية. على الرغم من عداء قطاعات كبيرة من الرأي البريطاني والأمريكي، الذين كانوا متعاطفين مع العصابات ومعادية لما كان ينظر إليه على أنه سلوك الإمبريالية، إنه أقنع تشرشل متردد، الذي زار أثينا في وقت لاحق من الشهر، لقبول المطران داماسكينوس كوصي العرش نيابة عن من ملك جورج الثاني المنفي. تم التفاوض على هدنة في يناير 1945، مما مكن نظام موالي لبريطانيا من البقاء في السلطة، كما طالب تشرشل في اتفاق النسب المئوية في الخريف السابق.
وكان ماكميلان أيضاً الوزير الذي قدم النصائح إلى الجنرال تشارلز فريدريك كيتليى من الفيلق الخامس، القائد الأعلى للحلفاء في النمسا المسؤول عن عملية كيلهول، والذي شملت الإعادة القسرية لما يصل إلى 70,000 أسير حرب إلى الاتحاد السوفيتي وجمهورية يوغوسلافيا الاشتراكية الاتحادية التي كانت تحت حكم جوزيف بروز تيتو عام 1945. عمليات الترحيل ومشاركة ماكميلان أصبحت في وقت لاحق مصدراً للجدل بسبب المعاملة القاسية التي وجهها المتعاونون النازيون ومعارضون الحزبين من قبل البلدان المستقبلة، ولأن في الارتباك الفيلق الخامس تجاوز الشروط المتفق عليها في توجيهات مؤتمر يالطا والقوات المتحالفة من خلال إعادة 4,000 من القوات الروسية البيضاء و 11,000 من أفراد الأسرة المدنيين، الذين لا يمكن اعتبارهم بشكل صحيح مواطنين سوفييت.

### وزير الطيران
ماكميلان غازل مع عرض لخلاف داف كوبر كنائباً للمقعد المحافظ الآمن لوستمنستر سانت جورج. انتقد محلياً لغيابه الطويل، اقترح أن سيدة دوروثي تقف لمقعد ستوكتون في عام 1945، لأنها كانت ترعي المقعد لمدة خمس سنوات. كانت على ما يبدو مستعدة. ومع ذلك، كان من الأفضل له أن ينظر إليه مدفاعاً عن مقعده، وكان اللورد بيفربروك قد تحدث إلى تشرشل لترتيب مقعداً آخر في حالة هزيمة ماكميلان.
عاد ماكميلان إلى إنجلترا بعد الحرب الأوروبية، وشعر نفسه «كغريباً تقريباً في بلاده». كان وزير الدولة للطيران لمدة شهرين في حكومة تشرشل المؤقتة، التي «تم تناول الكثير منها في الانتخابات»، حيث «لا يوجد الكثير مما يجب القيام به في طريق التخطيط إلى المستقبل».

### المعارضة (1945-1951)
قد خسر ماكميلان ستوكتون في الانتصار الساحق الذي حققه حزب العمال في عام 1945، ولكنه عاد إلى البرلمان في انتخاب فرعي في نوفمبر 1945 في بروملي. في مذكراته، لاحظ هارولد نيكولسون مشاعر المحافظيين في المقاعد الخلفية: «إنهم يشعرون بأن وينستون كبير في العمر جداً وأنثوني (إيدن) ضعيف جداً. فهم يريدون هارولد ماكميلان لقيادتهم».
على الرغم من أن ماكميلان لعب دوراً هاماً في صياغة «الميثاق الصناعي» («نائباً في مجلس العموم» سماها في «الديلي إكسبريس» الطبعة الثانية من «الطريق الأوسط») فهو الآن، كنائباً لمقعد آمناً، اعتمد الجناح الأيمن إلى حد ما مع العامة، مدافعاً عن المؤسسات الخاصة ويعارض بشدة حكومة العمال في مجلس العموم.

## مهنته السياسية، 1951-1957

### وزير الإسكان (1951-1954)
مع انتصار المحافظين في عام 1951 أصبح ماكميلان وزيراً للإسكان تحت تشرشل، الذي كلفه بالوفاء بتعهد بناء 300,000 منزل في السنة (مقارنة بالهدف السابق البالغ 200,000 في السنة)، الذي جاء رداً على خطاب من كلمة في مؤتمر الحزب في عام 1950. اعتقد ماكميلان في البداية أن الإسكان، الذي صنف 13 من أصل 16 في قائمة مجلس الوزراء، كان كأساً مسموماً، كاتباً في مذكراته (28 أكتوبر 1951) أنه «لم تكن كوب شاهيا على الإطلاق ... أنا حقاً لم يكن لي فكرة بكيفية تعيين حول الوظيفة». كانت تعني الحصول على الصلب النادر والإسمنت والأخشاب عندما كانت وزارة الخزانة تحاول إكثار الصادرات وتقليل الواردات. قال تشرشل: «إنها مقامرة، إما ستجعل حياتك السياسية أو تدمرها»، «ولكن كل منزل متواضع سيبارك اسمك إذا نجحت».
بحلول يوليو 1952، كان ماكميلان ينتقد بتلر (وزير الخزانة آنذاك) في مذكراته، متهماً إياه «بكرههِ والتخوف منه». في الواقع لا يوجد أي دليل على أن بتلر أعتبر ماكميلان كمنافس له في هذه المرحلة. في أبريل 1953 شجع بيفربروك ماكميلان على الاعتقاد بأنه في مسابقة قيادية في المستقبل قد تظهر في حرارة ميتة بين إيدن وبتلر، كما ساعد الشاب بيفربروك (ماكس إيتكن كما كان في ذلك الوقت) أندرو بونار لو على القيام بنفس الفعل في عام 1911. في يوليو 1953 اعتبر ماكميلان تأجيل عملية المرارة في حالة تشرشل، الذي كان قد عانى من سكتة دماغية خطيرة وبينما كان إيدن أيضا في المستشفى، اضطر للتنحي.
حقق ماكميلان هدف وزارة الإسكان بحلول نهاية عام 1953، أي قبل الموعد المحدد بعام.

### وزير الدفاع (1954-1955)
كان ماكميلان وزيراً للدفاع من أكتوبر 1954، لكنه وجد سلطته مقيدة بتدخل تشرشل الشخصي. في رأي ذي إيكونوميست: «أعطى الانطباع بأن قدرته الخاصة في تشغيل خيال برنامجه الخاصة ذابت عندما متفوق كان يتنفس على عنقه».
كان الموضوع الرئيسي في فترة ولايته في وزارة الدفاع هو الاعتماد المتزايد للوزارة على الردع النووي، في رأي بعض النقاد، على حساب القوات التقليدية. قد تلقت الورقة البيضاء للدفاع الصادر في فبراير 1955، الذي أعلن قرار إنتاج قنبلة هيدروجينية، دعماً من الحزبين.
يقول ماكميلان في مذكراته: «يكسر قلبي أن أرى تشرشل الأسد يبدأ في الغرق إلى نوع من بيتان»، حيث بدأ رئيس الوزراء في فقد قوته العقلية والبدنية التي بدأت تتدهور بشكل واضح. كان ماكميلان واحداً من الوزراء القلائل الشجعان لإخبار تشرشل في وجهه بأن الوقت قد حان لكي يتقاعد.
خلال الحرب العالمية الثانية ابتسامة ماكميلان المسننة، وسراويله الفضفاضة ونظارته بدون شفة أعطته، كما يقول كاتب سيرته، «الهواء من زعيم البلشفية في وقت مبكر». وبحلول الخمسينيات من القرن العشرين كان توج أسنانه، نمى شعره بأسلوب أكثر شبابية، وارتدى بدلات سافيل رو وسار كضابط الحرس السابق، واكتساب مظهر متميز من حياته المهنية في وقت لاحق. يكتب كامبل «لم يكن هناك أي تجديد شخصي مذهل في السياسة البريطانية». كثيرا ما ارتدى إما ملابس إتونيان القديم أو لواء من الحرس التعادل.

### وزير الخارجية (1955)
كان ماكميلان وزيراً للخارجية في أبريل - ديسمبر 1955 في حكومة انثوني إيدن، الذي تولى منصب رئيس الوزراء من تشرشل المتقاعد. وعاد من مؤتمر قمة جنيف في ذلك العام، ووصل إلى عناوين الصحف من خلال إعلان: «لن يكون هناك حرب». من دور وزير الخارجية ماكميلان لاحظ:
لا شيء يستطيع أن يقولها يمكن أن تكون فعل جيدة وتقريباً أي شيء قد يقوله قد تفعل قدراً كبيراً من الضرر. أي شيء يقوله غير واضح أمر خطير. الذي لم يكن تافهة هو محفوف بالمخاطر. وهو مستعد إلى الأبد بين الكليشيه والشاذة.

### مستشار الخزانة (1955-1957)

#### الميزانية
عين ماكميلان منصب مستشار الخزانة في ديسمبر 1955. قد استمتع منصبه كوزير الخارجية لمدة ثمانية ولم يرغب في التحرك. وأصر على أن يكون «رئيس الجبهة الداخلية بلا منازع»، وأن نائب إيدن راب بتلر، الذي حل محله كمستشار الخزانة، لا يلقي لقب «نائب رئيس الوزراء» ولا يعامل كمسؤول أكبر منه. حتى أنه حاول (عبثاً) أن يطالب ساليسبري، وليس بتلر، أن يترأس مجلس الوزراء في غياب إيدن. ادعى ماكميلان لاحقاً في مذكراته أنه كان لا يزال يتوقع بتلر، الذي كان أصغر منه بثماني سنوات، ليخلف إيدن، ولكن المراسلات مع اللورد وولتون في ذلك الوقت وضح أن ماكميلان كان يفكر كثيراً في الخلافة. في أوائل يناير 1956، أخبر ويليام كلارك السكرتير الصحفي ل «إيدن» أنه سيكون من «المثير للاهتمام معرفة المدة التي يستطيع فيها أنثوني البقاء في السرج».
كان ماكميلان يعتزم عكس التخفيضات السادسة في ضرائب الدخل التي بتلر قد قام بها قبل عام، لكنه تراجع بعد «حديث صريح» مع بتلر، الذي هدد بالاستقالة، في 28 مارس 1956. واستقر لإنفاق التخفيضات بدلاً من ذلك، وهدد نفسه بالاستقالة حتى سمح له بخفض دعم الخبز والحليب، وهو أمر لم يسمح به مجلس الوزراء بتلر للقيام به.
كان أحد ابتكاراته في الخزينة هو إدخال السندات الممتازة، أعلن في ميزانيته في 17 أبريل 1956. على الرغم من أن المعارضة العمالية شجبتهم في البداية على أنها «سحب رديء»، إلا أنها أثبتت نجاحا مباشراً مع العامة، مع 1,000£ في السحب الأول للجائزة في يونيو 1957.

### السويس
في نوفمبر 1956 غزت بريطانيا مصر بالتواطؤ مع فرنسا وإسرائيل في أزمة العدوان الثلاثي. وفقاً لمستشار المعارض العمالي هارولد ويلسون، كان ماكميلان «الأول في الداخل، والأول في الخارج» كان في الأول داعماً للغزو، ثم كان المحرك الأول في انسحاب بريطانيا المهين في أعقاب الأزمة المالية الناجمة عن ضغوط من الحكومة الأمريكية. منذ ثورة 23 يوليو، تدهورت العلاقات بين بريطانيا ومصر. وقد عارضت الحكومة المصرية التي كان يهيمن عليها جمال عبد الناصر الوجود العسكري البريطاني في العالم العربي. دفع التأميم المصري لقناة السويس من قبل ناصر في 26 يوليو 1956 الحكومة البريطانية والحكومة الفرنسية إلى بدء خطط لغزو مصر واستعادة القناة وإطاحة ناصر. كتب ماكميلان في مذكراته: «إذا كان نجا ناصر منها، فإننا دمرنا أنفسنا. وسوف يحقرنا العالم العربي كله ... نوري السعيد، رئيس وزراءالعراقي المدعوم من قبل بريطانيا وأصدقائنا سيسقطون. قد يكون نهاية النفوذ البريطاني والقوة البريطانية إلى الأبد. لذلك، في الملاذ الأخير، يجب علينا استخدام القوة وتحدي الرأي، هنا وفي الخارج».
هدد ماكميلان بالاستقالة إذا لم تستخدم القوة ضد ناصر. وكان له دور كبير في التخطيط السري للغزو مع فرنسا وإسرائيل. كان هو أول من اقترح التواطؤ مع إسرائيل. في 5 أغسطس 1956 التقى ماكميلان تشرشل في تشارتويل، وقال له إن خطة الحكومة لمجرد استعادة السيطرة على القناة لم تكن كافية واقترح إشراك إسرائيل، وتسجيل في مذكراته لذلك اليوم: «بالتأكيد، إذا هبطنا يجب علينا أن نسعى القوات المصرية، وتدميرها، وإسقاط حكومة ناصر. ويبدو أن تشرشل يوافق على كل ذلك». عرف ماكميلان الرئيس آيزنهاور جيداً، لكنه أساء حكمه على معارضته القوية للحل العسكري. التقى ماكميلان آيزنهاور سراً في 25 سبتمبر 1956 واقنع نفسه بأن الولايات المتحدة لن تعارض الغزو، على الرغم من مخاوف السفير البريطاني، السيد روجر ماكينز، الذي كان حاضراً أيضاً. فشل ماكميلان في الالتفات إلى تحذير من وزير الخارجية الأمريكي جون فوستر دالاس أنه مهما كانت الحكومة البريطانية تريد أن تفعل يجب عليها الانتظار حتى بعد الانتخابات الرئاسية الأمريكية في 6 نوفمبر، ولم يبلغ عن ملاحظات دولس إلى إيدن.
كانت الخزينة محفظته، لكنه لم يعترف بالكارثة المالية التي قد تنتج عن إجراءات الحكومة الأمريكية. كان الجنيه الاسترليني يستنزف من بنك إنجلترا بمعدل مقلق، وكان يزداد سوءاً. وكان المصريون قد وقد سددوا المصريون القناة، وتأخرت معظم الشحنات النفطية في الوقت الذي كانت فيه الناقلات يجب أن تذهب حول أفريقيا. ورفضت الحكومة الاميركية أي مساعدة مالية حتى انسحبت بريطانيا قواتها من مصر. عندما أدرك ذلك، غير رأيه ودعا إلى الانسحاب على شروط الولايات المتحدة، في حين مبالغة الأزمة المالية. في 6 نوفمبر أبلغ ماكميلان مجلس الوزراء بأن بريطانيا فقدت 370$ مليون دولار في الأيام القليلة الأولى من نوفمبر وحده. في مواجهة تنبؤ ماكميلان بالذنب، لم يكن أمام مجلس الوزراء خيار سوى قبول هذه الشروط والانسحاب. بقيت القناة في أيدي المصريين، وواصلت حكومة ناصر دعمها لحركات المقاومة العربية والأفريقية المعارضة للوجود البريطاني والفرنسي في المنطقة وفي القارة.
في حياته الأخيرة كان ماكميلان مفتوحاً لفشله في قراءة أفكار آيزنهاور بشكل صحيح، وأعرب عن أسفه الشديد للضرر الذي لحق بالعلاقات الأنجلو-أمريكية، لكنه أكد دائماً أن الرد العسكري الأنجلو-فرنسي على تأميم القناة كان الأفضل. يرفض ثورب التهمة التي مفادها أن ماكميلان لعب عمداً كاذباً على السويس (أي شجع إيدن على الهجوم من أجل تدميره كرئيس للوزراء)، مشيراً إلى أن ماكميلان وضع بشكل خاص فرص النجاح إلى 51-49.

### خلافه لإيدن
تسبب الإذلال البريطاني على يد الولايات المتحدة الأمريكية في غضب عميق بين النواب المحافظين. وبعد وقف إطلاق النار، استقطب اقتراح بشأن «ورقة الطلب» التي هاجمت الولايات المتحدة الأمريكية بسبب «تعريض الحلف الأطلسي لخطر شديد» توقيعات أكثر من مائة عضو في البرلمان. حاول ماكميلان، لكنه فشل، رؤية إيزنهاور (الذي كان يرفض أيضاً رؤية وزير الخارجية سيلوين لويد) خلف ظهر بتلر وإيدن. وكان ماكميلان قد عقد عددا من اللقاءات مع السفير الأمريكي وينثروب ألدريتش، حيث قال إنه إذا كان رئيسا للوزراء، فإن الإدارة الأمريكية ستجده أكثر قابلية للانقياد. شجع ايزنهاور ألدريتش على عقد اجتماعات أخرى. التقى ماكميلان وبتلر ألدريتش في 21 نوفمبر. اشاد ايزنهاور ماكميلان («رجل صريح، وعلى ما يرام، وبقدر ما هو قلق، وهو واحد من البريطانيين البارزين الذي خدم معه خلال الحرب»).
في مساء يوم 22 نوفمبر 1956 بتلر، الذي أعلن للتو الانسحاب البريطاني، خاطب لجنة 1922 (المحافظين الخلفيين) مع ماكميلان. بعد استعراض بتلر المتدني، عشر دقائق أو نحو ذلك في الطول، ألقى ماكميلان خطاباً مثراً لمدة خمس وثلاثين دقيقة وصفه إينوك باولبأنه «واحد من أكثر الأشياء الفظيعة التي أتذكرها في السياسة ... (ماكميلان) بكل مهارة الممثل القديم نجح في إرضاء تكذيب راب. شرع الوحشية من ذلك على حافة الإشمئزاز». وشرح في استعارة أنه منذ ذلك الحين يجب على البريطانيين أن يهدفوا إلى أن يكونوا «اليونانيين في الإمبراطورية الرومانية»، ووفقاً لتذكر فيليب جودهارت، تقريباً ضرب بتلر من كرسيه مع لفتات ذراعه التوسعية. كتب ماكميلان «لقد قبضت على حزب المحافظين في عطلة نهاية الأسبوع، وكان كل ما كنت أنوي القيام به». عقد ماكميلان اجتماعات أخرى مع ألدريتش وونستون تشرشل بعد أن غادر إيدن إلى جامايكا (23 نوفمبر)، في حين أطلاع الصحفيين (مخالفاً) أنه خطط للتقاعد والذهاب إلى اللوردات. كما كان يشير إلى أنه لن يخدم تحت بتلر.
وسجل بتلر في وقت لاحق أنه خلال فترة رئاسته رئيسا للحكومة في رقم 10، لاحظ ملامح مستمرة من ذهاب الوزراء إلى دراسة ماكميلان في رقم 11 المجاور - وأن أولئك الذين حضروا جميعاً بدأو أن يتلقوا الترقيات عندما أصبح ماكميلان رئيس الوزراء. كان ماكميلان قد عارض لرحلة إيدن إلى جامايكا وقال لبتلر (15 ديسمبر، بعد يوم من عودة إيدن) أن الأعضاء الأصغر سناً في مجلس الوزراء يريدون إخراج إيدن. جادل ماكميلان في مجلس الوزراء في 4 يناير بأن السويس يجب أن تعتبر «تراجع استراتيجي» مثل معركة مونس أو انسحاب دونكيرك. ولم يلب ذلك موافقة إيدن في مجلس الوزراء في 7 من يناير.
قد استقال إيدن من منصبه السياسي في 9 يناير 1957. في ذلك الوقت لم يكن لدى حزب المحافظين آلية رسمية لاختيار زعيم جديد، وعينت الملكة رئيس وزراء ماكميلان بعد أن أخذت النصائح من ونستون تشرشل ومركيز ساليسبري، الذي كان قد طلب من مجلس الوزراء بشكل فردي لآرائهم، كلهم ما عدا اثنين أو ثلاثة اختاروا ماكميلان. وقد فاجأ ذلك بعض المراقبين الذين توقعوا أن يتم اختيار نائب إيدن راب بتلر. الوضع السياسي بعد السويس كان يائساً جداً لدرجة أنه عندما تولى منصبه في 10 يناير أخبر الملكة أنه لا يستطيع أن يضمن أن حكومته ستستمر حتى «ستة أسابيع» - على الرغم من أنه سيكون مسؤولاً عن الحكومة لأكثر من ست سنوات.

## رئيس الوزراء (1957-1963)

### حكومته الأولى 1957-1959
منذ بداية فترة رئاسته، أطلق ماكميلان صورة من نفسه إلى العامة بأسلوب وبهدوء، على النقيض من سلفه المثير. في أول مساء له كرئيس للوزراء أخذ رئيس السوط إدوارد هيث للمحار في نادي العشب. أسكت الزامور على سيارة رئيس الوزراء، التي كان إيدن يستعملها في كثير من الأحيان، وأعلن حبه للقراءة أعمال أنطوني ترولوب وجاين أوستن. على باب غرفة الأمناء الخاصين في داوننغ ستريت علق اقتباس من الغوندوليرز: «كل العقد تفكك بمداولات صامت، وهدوء».
عبئى ماكميلان المناصب الحكومية مع 35 إتونياني، سبعة منهم في مجلس الوزراء. كما أنه مخلص لأفراد العائلة: عندما تم تعيين أندرو كافنديش، دوق ديفونشاير الحادي عشر (وزير شؤون المستعمرات من 1963 إلى 1964 من بين مناصب أخرى)، وصف سلوك عمه بأنه «أعظم عمل من المحاباة على الإطلاق».
قد لقب باسم «سوبرماك» في عام 1958 من قبل رسام الكاريكاتير «فيكي» (فيكتور ويز). كان المقصود منه أن يكون سخرية ولكن النتاج كان عكسي، أستخدمت بطريقة محايدة أو ودية. حاول فيكي تسميته بأسماء أخرى، بما في ذلك «ماك السكين» في وقت التغييرات الواسعة في مجلس الوزراء في عام 1962، ولكن لا تخدم أي من المصطلاحات.

### الاقتصاد
إلى جانب الشؤون الخارجية، كان الاقتصاد هو القلق الرئيسي الآخر لماكميلان. كان نهج الأمة الواحدة في الاقتصاد هو السعي للحصول على فرص العمل العالية أو الكاملة، خاصة مع الانتخابات العامة التي تلوح في الأفق. وهذا يتناقض مع وزراء الخزانة الذين قالوا إن دعم الجنيه الإسترليني يتطلب خفض الإنفاق وربما ارتفاع البطالة. رفضت نصيحتهم، وفي يناير 1958 استقال وزراء الخزانة الثلاثة - بيتر ثورنيكروفت، وزير الخزانة، نايجل بيرش، وزير الاقتصاد للخزانة، وإينوك باول، الأمين المالي للخزانة. ويرى د.ر. ثورب أن هذا، بعد استقالة وزراء العمال أنورين بيفان، جون فريمان وهارولد ويلسون في أبريل 1951 (الذي كانوا يريدون زيادة في الإنفاق)، والتخفيضات التي قام بها بتلر وماكميلان في منصب المستشارين في عام 1955-1956، كانت خطوة أخرى في تطوير «اقتصاديات وقف الحركة»، بدلاً من الإدارة الحكيمة المتوسطة الأجل. ماكميلان، الذي كان بعيداً في جولة دول الكومنولث، نحى جانباً هذا الحادث بأنه «صعوبة محلية صغيرة». لم يكن يحمل أي ضغينة ضد ثورنيكروفت وأحضره وباول، الذي كان أكثر حذراً عليه، وعادهم إلى حكومته في عام 1960.
شهدت هذه الفترة أيضاً التحركات الأولى إلى السياسة النقدية الأكثر نشاطاً. ارتفع سعر الفائدة المصرفي في سبتمبر 1958، الذي ظلت منخفضة منذ الثلاثينيات.

### سياساته المحلية
خلال فترة رئاسته، ارتفع متوسط مستويات المعيشة بشكل مطرد في حين تم تنفيذ العديد من الإصلاحات الاجتماعية. قد صدر قانون الهواء النظيف لعام 1956 خلال فترة عمله كمستشار؛ رأت أيضاً رئاسته قانون الإسكان لعام 1957، قانون المكاتب عام 1960، وقانون مكافحة الضجيج لعام 1960، قانون المصانع لعام 1961، وإدخال نظام للمعاشات التقاعدية المتدرجة لتوفير دخل إضافي للمتقاعدين، تأسيس دخل خاص للأيتام من أولياء الأمور المطلقين، وانخفاض أسبوع العمل القياسي من 48 إلى 42 ساعة.

### سياسته الخارجية
أتخذ ماكميلان سيطرة وثيقة على السياسة الخارجية. وعمل على تضييق أزمة ما بعد العدوان الثلاثي في عام (1956) مع الولايات المتحدة، حيث كانت صداقة زمن الحرب مع دوايت أيزنهاور أساسية؛ وكانت لهم مؤتمران مثمران في برمودا في أوائل مارس 1957.
في فبراير 1959، زار ماكميلان الاتحاد السوفيتي. أدت المحادثات مع نيكيتا خروتشوف إلى تخفيف حدة التوتر في العلاقات بين الشرق والغرب حول برلين الغربية، وأدت إلى اتفاق مبدئي على وقف التجارب النووية وعقد اجتماع قمة آخر لرؤساء حكومات الحلفاء والسوفيات.
في الشرق الأوسط، الذي واجه انهيار حلف بغداد في عام 1958 وانتشار النفوذ السوفيتي، تصرف ماكميلان بشكل حاسم لاستعادة ثقة حلفاء الخليج العربي، وذلك باستخدام سلاح الجو الملكي والقوة الجوية الخاصة لهزيمة ثورة تدعمها السعودية ومصر، ضد سلطان عمان، سعيد بن تيمور، في يوليو 1957؛ نشر كتائب محمولة جواً للدفاع عن الأردن ضد التخريب السوري في يوليو 1958، وردع غزو عراقي للكويت بهبوط مجموعة من الكتائب في يوليو 1960.
كان ماكميلان مؤيداً رئيسياً ومهندساً لإنهاء الإستعمار. منح الساحل الذهبي الاستقلال مثل غانا، وحققت إتحاد ملايا الاستقلال من داخل دول الكومنولث في عام 1957.

### الأسلحة النووية
في أبريل 1957، أكد ماكميلان مجدداً دعمه القوي لبرامج النووية البريطانية. قد تعاقب رؤساء الوزراء منذ الحرب العالمية الثانية على إقناع الولايات المتحدة بإحياء التعاون في زمن الحرب في مجال أبحاث الأسلحة النووية. أعتقد ماكميلان أن إحدى الطرق لتشجيع هذا التعاون هي أن تسرع المملكة المتحدة في تطوير قنبلة هيدروجينية خاصة بها، والتي تم اختبارها بنجاح في 8 نوفمبر 1957.
أدى قرار ماكميلان إلى زيادة الطلب على محطات وندسكال و (لاحقاً) في كالدر هول النووية لإنتاج البلوتونيوم لأغراض عسكرية. ونتج ذلك، في تآكل هوامش السلامة للمواد المشعة داخل مفاعل ويندسكيل. وقد ساهم هذا في نشوب حريق في ليلة 10 أكتوبر 1957، الذي اندلع في مصنع البلوتونيوم في الكومة رقم 1، وسافرت الملوثات النووية فوق مدخنة حيث عرقلت المرشحات بعض المواد الملوثة، وليس كلها. أنتشرت السحابة المشعة إلى جنوب شرق إنجلترا وبلغت تداعياتها قارة أوروبا. على الرغم من أن العلماء حذروا من مخاطر مثل هذا الحادث لبعض الوقت، وإن الحكومة أتهمت العمال الذين أخرجوا النار بسبب «خطأ في الحكم»، بدلاً من الضغط السياسي من أجل تعقب سريع للقنبلة الميجاتونية.
مع القلق من أن ثقة الجمهور في البرنامج النووي قد تهتز وأن المعلومات التقنية يمكن أن يساء استخدامها من قبل المعارضين للتعاون الدفاعي في الكونغرس الأمريكي، حجب ماكميلان كل ما عدا ملخص تقرير في النار أعدت لهيئة الطاقة الذرية من قبل السير ويليام بيني، مدير مؤسسة أبحاث الأسلحة الذرية. في حين أن الملفات التي تم إصدارها في وقت لاحق تظهر أن «تخفيضات ماكميلان كانت قليلة وغطت بعض التفاصيل الفنية»، وأن التقرير الكامل لم يجد أي خطر على صحة العامة، ولكن في وقت لاحق التقديرات الرسمية اعترفت بأن الإفراج عن نظائر البولونيوم قد أدت مباشرة إلى 25 إلى 50 حالة وفاة، والجماعات المناهضة للأسلحة النووية ربطتها إلى 1,000 سرطان مميت.
في 25 مارس 1957، انضم ماكميلان إلى طلب ايزنهاور ليقيم 60 ثور-صواريخ بالستية متوسطة المدى- في إنجلترا تحت سيطرة مشتركة لتحل محل القاذفات النووية للقيادة الجوية الاستراتيجية، التي كانت تتمركز تحت سيطرة مشتركة منذ عام 1948 والتي أقتربت من التقادم. ونتیجة لھذا الصالح، في أواخر أکتوبر 1957، تم تخفیف قانون ماکماهون الأمریکي لتیسیر التعاون النووي بین الحكومتین، وذلك في بادئ الأمر بھدف إنتاج أسلحة أنظف والحد من الحاجة إلی إجراء اختبارات متکررة. وتبع ذلك اتفاق الدفاع المتبادل في 3 يوليو 1958، لتسريع تطوير صواريخ الباليستية البريطانية، على الرغم من عدم الارتياح الذي أعرب عنه في ذلك الوقت حول قوة الدفع التي يمكن أن تعطيها للانتشار النووي من خلال إثارة غيرة فرنسا وحلفاء آخرين.

### الانتخابات العامة لعام 1959
قاد ماكميلان المحافظين إلى الفوز في الانتخابات العامة لعام 1959، مما زاد اغلبية حزبه في مجلس العموم من 67 إلى 107 مقعداً. وأستندت الحملة إلى التحسينات الاقتصادية التي تحققت فضلاً عن انخفاض معدلات البطالة وتحسين مستوى المعيشة؛ كان الشعار «الحياة أفضل تحت المحافظين» قابلته ملاحظة ماكميلان الخاصة، «نعم، دعونا نكون صريحين حول هذا الموضوع - معظم شعبنا لم يسبق له مثيل جيد مثل هذا» عادة ما أعيد صياغته«لم يكن لديكم مثيل جيد لهذه الغاية.» هذا الخطاب عكس حقيقة جديدة من ثراء الطبقة العاملة؛ فقد قيل إن «العامل الرئيسي في الانتصار المحافظيين هو أن متوسط الأجر الحقيقي للعمال الصناعيين قد ارتفع منذ انتصار تشرشل لعام 1951 بأكثر من 20 في المائة». كان حجم الانتصار يعني أن المحافظين لم يربحوا فقظ ثلاث انتخابات عامة متتالية فحسب، بل زادوا أيضاً أغلبية الأصوات في كل مرة. وقد اثار ذلك نقاشاً حول ما إذا كان حزب العمال (الذي يقوده حاليا هيو جايتسكيل) يمكنه الفوز بانتخابات عامة مرة أخرى. وقد ارتفع مستوى المعيشة بما فيه الكفاية بحيث يمكن للعمال المشاركة في الاقتصاد الإستهلاكي، مما غير مخاوف الطبقة العاملة بعيداً عن آراء حزب العمال التقليدي.
مجلة «ديلي ميرور»، على الرغم من كونها مؤيداً قوياً لحزب العمال، تمنت لماكميلان «حظاً سعيداً» على الصفحة الأولى بعد فوزه.

### حكومته الثانية 1959-1963

#### الاقتصاد
مشكلة ميزان مدفوعات بريطانيا أدت إلى المستشار سيلوين لويد لفرض تجميد للأجور لسبعة أشهر في عام 1961، ومن بين عوامل أخرى، تسببت هذه السياسية إلى إنقاص شعبية الحكومة وأدت إلى سلسلة من الانتخابات الفرعية في مارس 1962، أشهرها كانت في أوربينغتون في 14 مارس. بتلر تسرب إلى مجلة «الديلي ميل» في 11 يوليو 1962 أنه سيكون هناك تعديل وزاري كبير وشيك في الحكومة. ماكميلان الذي خشى على منصبه وفي وقت لاحق (1 أغسطس) أدعى إلى لويد أن بتلر، الذي لديه مقعد في ريف مقاطعة أنغليا الشرقية كانت عرضة للمعاناة من مظاهر القوة الاقتصادية الأوروبية، وكان يخطط لتقسيم الحزب على دخول بريطانيا إلى السوق الأوروبي المشتركة (لكنه لا يوجد أي دليل على ذلك).
في التعديل الوزاري الذي حدث في عام 1962 المعروف باسم «ليلة السكاكين الطويلة»، أقال ماكميلان ثمانية وزراء، بمن فيهم سيلوين لويد. كان ينظر إلى تغييرات مجلس الوزراء على نطاق واسع على أنها علامة من الذعر، وقال النائب الليبرالي الشاب جيرمي ثورب أن إقالات ماكميلان 'الحب أكبر لا يوجد لديه رجل من هذا، لوضع حياة أصدقائه لحياته'. انتقد ماكميلان علناً من قبل سلفه اللورد أيفون، وهو عمل لم يسبق له مثيل تقريبا.
دعم ماكميلان إنشاء لجنة الدخل الوطنية لوضع ضوابط على الدخل كجزء من سياسته للنمو بدون التضخم. وقد تأسست لجنة الدخل الوطنية في أكتوبر 1962. ومع ذلك، بسبب مقاطعة حد كبير من العمال واتحاد النقابات التجارية. فكانت اللجنة غير فعالة. بدلاً من ذلك، تم إنشاء المجلس الوطني للتنمية الاقتصادية. وأدخلت خلال فترة رئاسته سلسلة أخرى من المؤشرات والضوابط الدقيقة.
تقرير لإعادة تشكيل السكك الحديدية البريطانية (أو تقرير بيشينغ) نشرت يوم 27 مارس 1963. ويبدأ التقرير باقتباس سطور المقدمة من رئيس الوزراء، هارولد ماكميلان، من عام 1960 «أولاً، يجب أن يكون الصناعة في حجم ونمط مناسب للظروف والتوقعات الحديثة. وعلى وجه الخصوص، يجب أن يكون نظام السكك الحديدية على غرار لتلبية الاحتياجات الحالية، ويجب أن تتكيف خطة التحديث مع هذا الشكل الجديد» ومع فرضية أن السكك الحديدية ينبغي تشغيلها للتجارة المربحة. أدى ذلك إلى فأس بيتشينغ الذي كانت من سيئة السمع، وتدمير العديد من الأميال من خطوط السكك الحديدية وقطع المدن من الشبكة.

#### سياسته الخارجية
في عصر الطائرات النفاثة سافر ماكميلان أكثر من أي رئيس وزراء سابق، وبصرف النظر عن لويد جورج الذي قام بعدة رحلات إلى المؤتمرات في 1919-1922.

#### العلاقات مع الولايات الأمريكية المتحدة
أستمرت العلاقة الخاصة مع الولايات المتحدة بعد انتخاب الرئيس جون كينيدي، الذي تزوجت شقيقته كاثلين كافنديش إلى ويليام كافنديش، ابن أخ زوجة ماكميلان. وكان داعماً طوال أزمة صواريخ كوبا في عام 1962، كما أستشاره كينيدي هاتفياً كل يوم خلال الأزمة. وكان السفير البريطاني ديفيد أورمسبي-غور صديق عائلي وثيق للرئيس وشارك بنشاط في مناقشات البيت الأبيض حول كيفية حل الأزمة.

#### رياح التغيير
شهدت حكومة ماكميلان الأولى المرحلة البدائية من حركة استقلال دول أفريقيا جنوب الصحراء والتي تسارعت في ظل حكومته الثانية. بدأ جولة «رياح التغيير» في أفريقيا، بدءاً في غانا في 6 يناير 1960. وأدلى بخطاب «رياح التغيير» الشهيرة في كيب تاون في 3 فبراير 1960. وهو يعتبر معلماً في عملية إنهاء الاستعمار.
رأى ماكميلان أنه إذا كانت تكاليف الإستيلاء على منطقة معينة تفوق الفوائد ثم ينبغي الإستغناء عنها. بعد تأمين ولاية ثالثة للمحافظين في عام 1959 عين إيان ماكليود أميناً للمستعمرات. ماكلويد تسارع إلى حد كبير إنهاء الإستعمار وبحلول الوقت الذي تم نقله إلى رئيس حزب المحافظين وقائد مجلس العموم في عام 1961 كان قد اتخذ قراراً بإعطاء الاستقلال لنيجيريا، تنجانيقا، كينيا، نياسالاند (ملاوي) وروديسيا الشمالية (زامبيا).
قد حصلت نيجيريا، الكاميرون الجنوبية والصومال البريطاني على الاستقلال في عام 1960، وسيراليون وتنجانيقا في عام 1961 وترينيداد وتوباغو وأوغندا في عام 1962 وكينيا في عام 1963. واندمجت زنجبار مع تنجانيقا لتشكيل تنزانيا في عام 1963. ظل الجميع داخل دول الكومنولث إلا الصومال البريطاني التي أندمجت مع الصومال الإيطالي لتشكيل الصومال.
سياسة ماكميلان تغلبت على عداء الأقليات البيضاء ونادي محافظين الإثنين. وقد غادرت جنوب افريقيا دول الكومنولث المتعدد الأعراق في عام 1961، واتفق ماكميلان على حل اتحاد رودسيا ونياسالاند بنهاية عام 1963.
في جنوب شرق آسيا، أصبحت مالايا صباح (بورنيو الشمالية البريطانية) وسراوق وسنغافورة مستقلةكماليزيا في عام 1963.
حافظ النقل السريع للسلطة على حسن نية الدول الجديدة، بين أن النقاد قالوا إنه من السابق لأوانه. لتبرير موقفه، ماكميلان نقل من لورد ماكولي في عام 1851:
كثير من السياسيين في عصرنا هم في العادة من وضعه على أنه اقتراح بديهي أنه لا يجب أن يكون أي شخص حراً حتى يكونوا صالحيين لإستخدام حريتهم. العظيم يستحق الخداع في القصة القديمة، الذي قرر عدم الذهاب إلى الماء حتى تعلم السباحة. إذا كان الرجال ينتظرون الحرية حتى يصبحوا حكماء وجيدون في العبودية، فإنهم قد ينتظروا فعلاً إلى الأبد.

#### أزمة صاعقة السماء
ألغى ماكميلان الصواريخ الباليستية «بلو ستريك» في أبريل 1960 بسبب مخاوف بشأن تعرضه لهجوم وقائي، ولكنه استمر في تطوير صاروخ السمائية «صواريخ المواجهة بلو ستيل» الذي كانت على وشك الدخول في التجريبات. ولإستبدال «بلو ستيل» اختار لبريطانيا للانضمام إلى مشروع الصاروخ الأمريكي «صاعقة السماء». من نفس العام ماكميلان سمح لبحرية الولايات المتحدة لمحطة غواصاتها بولاريس في بحيرة لوخ، اسكتلندا، كبديل لثور. عندما ألغى سكيبولت من قبل وزير الدفاع الأمريكي روبرت ماكنامارا، قابل ماكميلان مع الرئيس كينيدي لشراء صواريخ بولاريس بموجب اتفاق ناسو في ديسمبر 1962.

#### أوروبا
عمل ماكميلان مع دول خارج السوق الأوروبية المشتركة لتشكيل رابطة التجارة الحرة الأوروبية، التي أنشئت من 3 مايو 1960 منطقة تجارة حرة. كما رأى ماكميلان قيمة التقارب مع السوق الأوروبية المشتركة، التي سعت حكومته إلى الدخول إليها في وقت متأخر، إلا أن الرئيس الفرنسي شارل ديغول استخدم حق النقض (الفيتو) في 29 يناير 1963. كان ديغول يعارض بشدة دخول بريطانيا لأسباب عديدة. كان يشعر بأن البريطانيين كانوا حتماً مرتبطين ارتباطاً وثيقاً بالأميركيين. رأى الجماعة الاقتصادية الأوروبية كترتيب قاري في المقام الأول بين فرنسا وألمانيا، وإذا انضمت بريطانيا، فإن دور فرنسا سوف ينخفض.

#### معاهدة حظر الجزئي للتجارب النووية (1963)
وقد انهارت محاولة ماكميلان السابقة للتوصل إلى اتفاق في قمة مايو 1960 في باريس بسبب حادثة طائرة التجسس الأمريكية يو-2 في عام 1960. وكان قوة في المفاوضات التي أدت إلى توقيع المملكة المتحدة والولايات المتحدة والاتحاد السوفياتي على معاهدة الحظر الجزئي للتجارب النووية لعام 1963. أرسل اللورد هيلشام للتفاوض على معاهدة حظر التجارب، علامة على أنه كان يستعد له كخلف محتمل.
زار الرئيس كينيدي منزل بلد ماكميلان، بيرتش غروف، في 29-30 يونيو 1963، لإجراء محادثات حول القوة المتعددة الأطراف المزمعة. لم يجتمعوا مرة أخرى، وكانت هذه الزيارة الأخيرة التي قام بها كينيدي إلى المملكة المتحدة. تم اغتياله في نوفمبر، بعد فترة وجيزة من انتهاء رئاسة ماكميلان.

### نهاية رئاسته
كتب د.ر. ثورب أن من يناير 1963 «إستراتيجية ماكميلان تكمنت في أثار» تركته يبحث عن «مخرج رشيق». قضية فاسال حولت الصحافة ضده. في الشهر نفسه، توفي زعيم المعارضة هيو غايتسكيل فجأة في سن 56. مع الانتخابات العامة مقررة قبل نهاية العام التالي، ألقت وفاة غايتسكيل مستقبل السياسة البريطانية في شك جديد. في الشهر التالي، أنتخب هارولد ويلسون زعيماً جديداً لحزب العمال، وأثبت أنه خيار شعبي مع العامة ووسائل الإعلام اليسارية.

#### قضية بروفومو
جلبت قضية بروفومو لعام 1963 أضرار دائمة لمصداقية حكومة ماكميلان. في المناقشة البرلمانية التي تلت القضية كانوا ينظروا إليه النواب كشخصية مثيرة للشفقة، في حين أعلن نايجل بيرش، على حد تعبير براونينغ على ووردزوورث، أنه «لن تكون هناك أبداً صباحاً سعيداً وموثوقة مرة أخرى». وفي 17 يونيو 1963، نجا من تصويت برلماني بأغلبية 69 صوتاً، وهو عدد أقل مما كان يعتقد أنه ضروري لبقائه في الحكم، وانضم معه بعد ذلك إلى غرفة التدخين ابنه وزوج إبنته، وليس أي وزير من مجلس الوزراء. ومع ذلك، رفض بتلر وريجينالد مودلينغ (الذي كان شائعا جداً مع أعضاء البرلمان الخلفيين في ذلك الوقت) لدفع ماكميلان لإستقالة، خصوصاً بعد موجة من الدعم من نشطاء المحافظين في جميع أنحاء البلاد.

#### إستقالته
بحلول صيف عام 1963 كان رئيس الحزب المحافظ، اللورد بول، يحث ماكميلان على التقاعد. ونشر تقرير دينينغ الكامل في فضيحة بروفومو في 26 سبتمبر 1963.
عقد ماكميلان اجتماعاً مع بتلر في 11 سبتمبر، وكان حريصاً على إبقاء خياراته مفتوحة (التقاعد الآن، أو التقاعد في السنة الجديدة، أو محاربة الانتخابات المقبلة). وتحدث عن المسألة مع ابنه موريس وغيره من كبار الوزراء. خلال الغداء مع اللورد سوينتون في 30 سبتمبر فضل ماكميلان التنحي، ولكن فقط إذا هيلشام تمكن من خلافه كرئيس الوزراء. رأى بتلر في صباح يوم 7 أكتوبر وأبلغه أنه يعتزم البقاء على رأس حزب المحافظين لقيادتهم في الانتخابات العامة القادمة، ثم هبطت عليه مشاكل البروستاتا في ليلة 7-8 أكتوبر، في عشية مؤتمر الحزب المحافظ .
جرى ماكميلان عملية جراحية في الساعة 11.30 صباحاً يوم الخميس 10 أكتوبر. على الرغم من أنه يذكر في بعض الأحيان أنه أعتقد أن لديه سرطان البروستاتا الغير قابلة للعناية، وفي الواقع عرف أنها كانت سرطان حميدة قبل العملية. كان ماكميلان مستعداً تقريباً لمغادرة المستشفى في غضون عشرة أيام من التشخيص وكان يمكن بسهولة القيام به، في رأي طبيبه السير جون ريتشاردسون. مرضه وفرت له مخرج.

#### خلافه
بينما كان ماكميلان يتعافى في المستشفى، كتب مذكرة (مؤرخة في 14 أكتوبر) يوصي فيها بعملية اتخاذ «السبر» لرأي الحزب لاختيار خليفته، والذي قبله مجلس الوزراء في 15 أكتوبر. في هذه المرة أعطيت لأعضاء البرلمان الخلفيين والوزراء المبتدئين الفرصة لإبداء أرئهم، بدلاً من مجلس الوزراء فقط كما حدث في عام 1957، وستبذل الجهود لإعطاء رأي بين الأقران والنشطاء في الدوائر الانتخابية.
ادعى إينوك باول أنه كان من الخطأ من ماكميلان السعي إلى احتكار المشورة المقدمة للملكة بهذه الطريقة. في الواقع، تم ذلك بناء على طلب القصر، حتى لا ينظر إلى الملكة على أنها متورطة في السياسة كما حدث في يناير 1957، وكان قد تقرر منذ يونيو الماضي عندما بدأ وكأن الحكومة قد تسقط على فضيحة بروفومو. ووصف بن بيملوت في وقت لاحق بأنه «أكبر سوء حكم سياسي في عهدها».
وقد خلف ماكميلان من وزيره للخارجية أليك دوغلاس هيوم في خطوة مثيرة للجدل. زعم أن ماكميلان قد سحب السلاسل واستخدم حكام الحزب، الملقب بي «الدائرة السحرية»، الذين كانوا يميلون «سبر» رأيهم بين النواب ووزراء مجلس الوزراء لضمان عدم اختيار باتلر (مرة أخرى).
استقال أخيراً، وتلقى الملكة من سرير المستشفى، في 18 أكتوبر 1963، بعد ما يقرب من سبع سنوات رئيساً للوزراء.شعر على نحو خاص أنه كان يتعرض للقبض من منصبه من قبل أقلية من البرلمانيين الخلفيين:
بعض سيكونوا مضمونيين بالنجاح الذي حققوه في اغتيال زعيمهم ولن يهتموا كثيراً من هو الذي يخلفه...هم فرقة التي في النهاية لا يصلوا إلى أكثر من 15 أو 20 شخص.

### تقييمات المؤرخين لرئاسة هارولد ماكميلان
كتب سي. ب. سنو إلى ماكميلان أن سمعته ستتحمل، مثل تشرشل، كان «مثيراً للاهتمام من الناحية النفسية».
وقد وصفه كاتب سيرة مبكر جورج هتشينسون بأنه «آخر إدواردي في داوننغ ستريت» (1980)، عن طريق الخطأ في نظر نايجل فيشر. وصفه فيشر بأنه «معقد، وحرباء تقريباً». في بعض الأحيان كان يصور نفسه على أنه سليل من كروفتر إسكتلندي، كرجل أعمال، أرستقراطي، فكري والجندي. وكتب زعيم العمال هارولد ويلسون أن «دوره كمظاهر في حد ذاته تظاهر». وقال ويلسون أيضاً أن وراء عدم الرضا العام يكمن المهنية الحقيقية. كتب فيشر أيضاً أنه «كان لديه موهبة لمتابعة السياسات التقدمية ولكن تقديمها ببراعة في لهجة المحافظين».
المؤرخ جون فنسنت يستكشف الصورة الذي صنعها ماميلان لنفسه لزملائه وناخبيينه:
قدم نفسه على أنه شريف نبيل، كأخر إدواردي، كيميني (في تقليد عائلة زوجته)، كمحافظ رومانسي، كمفكر، كرجل الذي شكلته رفاق الخنادق والركود من الثلاثينات، كما رجل داهية من الأعمال من مخزون الإسكتلندي البرجوازية، وباعتباره رجل الدولة الأكبر في منزل مع شباب متقدمين. كان هناك شيء في كل هذه الآراء، وهو لم يفعل شيئاً يذكر للثني عنه، والذي أمرت الإحترم من الجمهور في أوائل السيتينات. سواء كان من أي وقت مضى من التيار المحافظ، بدلاً من أس ماهراً من توافق ما بعد الحرب، هو أكثر شكوكاً.
ويعترف أليستير هورن، كاتب سيرته الرسمي، أنه بعد إعادة انتخابه في عام 1959 عانى رئيس الوزراء ماكميلان سلسلة من النكسات الكبرى.
كتب كامبل أن: «المطور المتأخر الذي عانى من المقاعد الخلفية ... في الثلاثينات، أستغل ماكميلان فرصته عندما جاء مع الذوق والوحشية، و [حتى حوالي عام 1962] شغل أعلى منصب مع أسلوب مقنع». ومع ذلك، يقول إن ماكميلان يتذكر بأنه كان «مشعوذ غير طبيعي»، مشهور بالسندات الممتازة، تخفيضات بيتشينغ للسكك الحديدية وفضيحة بروفومو. ويتذكر أيضاً لاقتصاديات «وقف الحركة»: أول توسع على الرغم من معارضة ثورنيكروفت وفريقه، ثم وقف دفع سيلوين لويد، ثم أخيرا طفرة مودلينغ، مع تراجع الاقتصادي النسبي في بريطانيا، وخاصة بالمقارنة مع أوروبا، أصبحت واضحة على الرغم من التصورات عن «الثراء» المستهلك في أواخر الخمسينات. في الثمانينيات من القرن العشرين كان ينظر إلى ماكميلان المسن على أنه «شخصية موقرة ولكن مثيرة للشفقة قليلاً».
كتب دومينيك ساندبروك أن الأسابيع الأخيرة لماكميلان كانت نموذجية كرئاسته، «ملتوية، مسرحية وباحثة عن النفس» على الرغم من عدم وجود خفة دم وذكاء. يذكر ماكميلان على أفضل وجه بالنسبة إلى «المجتمع الغني» الذي ورثه بدلاً من إنشاءه في أواخر الخمسينيات من القرن الماضي، ولكن المستشارين جاءوا وذهبوا، وبحلول أوائل الستينيات، كانت السياسة الاقتصادية «لا تخلو من الخلافات»، في حين أن إنجازاته في السياسة الخارجية لم تأثر فرق في حياة العامة. وبحلول الوقت الذي ترك فيه منصبه، غير مرغوب فيه إلى حد كبير في ذلك الوقت، كان مرتبطاً ليس بالازدهار ولكن مع «المفارقة التأريخية والتسوس».
كتب د.ر. ثورب أنه بحلول أوائل الستينيات كان ينظر إلى ماكميلان على أنه «مثال لكل ما كان مخطئاً في بريطانيا التي عفا عليها الزمن، وكان هذا الإتهام غير عادل». «كان جوهر شخصيته بعيد المنال مثل الزئبق». لم يكن عضوا من «المؤسسة الحاكمة» - في الواقع كان رجل أعمال تزوج في الأرستقراطية ومستشار أوكسفورد الثائر. «كان لديه أسلوب في وفرة، وكان نجم على المسرح العالمي». يقول ثورب أنه على الرغم من خطابه «رياح التغيير» في عام 1960، إلا أنه دفع إلى حد كبير إلى الاستقلال السريع للبلدان الأفريقية من قبل ماودلينغ وماكلويد.
يرى ريتشارد لامب أن ماكميلان كان «أفضل رئيس وزراء بريطانيا بعد الحرب، وأن إدارته كانت أفضل من أي من خلفائها». ويرى لامب أنه من غير اللائق إلقاء اللوم على ماكميلان للإستقلال الإفريقي السريع بشكل مفرط (مما أدى إلى أن تصبح العديد من المستعمرات السابقة ديكتاتورية)، أو لخطة بيتشينغ (التي قبلها حزب العمال في عام 1964، على الرغم من أن ماكميلان نفسه كان لديه تحفظات وطلب من موظفي الخدمة المدنية سحب خططاً جديدة لبناء طرق إضافية)، ويجادل بأنه إذى بقي في السلطة لم يكن حيسمح ماكميلان أبداً بالتضخم للصول على أبعد ما يكون عن متناول اليد كما فعل في السبعينيات.
أشاد جون تيرنر (1994) بسلوك ماكميلان للشؤون الخارجية.

## تقاعده 1963-1986
رفض ماكميلان في البداية رتبة نبيل وتقاعد من السياسة في سبتمبر 1964، أي قبل شهر من انتخابات 1964، والتي خسرها المحافظون بفارق ضئيل أمام حزب العمال، الذي يقوده الآن هارولد ويلسون.

### مستشار أكسفورد
قد أنتخب ماكميلان مستشار لجامعة أكسفورد في عام 1960، في حملة مدبرة من قبل هيو تريفور روبر، وعقد هذا المكتب لبقية حياته، وكثيراً ما يترأس الأحداث الجامعية، يلقي الخطب ويجمع الأموال بلا كلل. وفقاً للسير باتريك نيل، نائب المستشار، ماكميلان «تحدث في وقت متأخر من الليل مع مجموعات حريصة من الطلاب الذين غالباً ما يكونوا مدهشيين من وجهات النظر الجذرية التي طرحها، إلى حد كبير في العقد الأخير من عمره».

### العودة إلى النشر
في تقاعده، ماكميلان تولى رئاسة دار نشر عائلته، ناشري ماكميلان، من 1964 إلى 1974. وأخرج سيرة ذاتية من ستة مجلدات:
1. رياح التغيير، 1914-1939 (1966).
2. انفجار الحرب، 1939-1945 (1967).
3. مد وجزر الثروات، 1945-1955 (1969).
4. راكب العاصفة، 1956-1959 (1971).
5. مشيراً إلى الطريق، 1959-1961 (1972).
6. في نهاية اليوم، 1961-1963 (1973).

كاتب سيرة ماكميلان يعترف بأن مذكراته كانت تعتبر «مملة كثيرة». قراءة هذه المجلدات من قبل عدو ماكميلان السياسي إينوك باول للحث على «الإحساس أقرب إلى مضغ الورق المقوى». كتب بتلر في استعراضه لركوب العاصفة: «إن هذا العمل الضخم سيبقي أي شخص مشغولاً لعدة أسابيع».
تلقت مذكرات ماكميلان خلال وقت الحرب بشكل أفضل.
- يوميات الحرب: السياسة والحرب في البحر المتوسط، يناير 1943 - مايو 1945 (لندن: سانت مارتن برس، 1984)

منذ وفاة ماكميلان، تم نشر مذكراته من الخمسينات والستينات:
- مذكرات ماكميلان: سنوات مجلس الوزراء 1950-1957 (لندن: ماكميلان، 2003)
- مذكرات ماكميلان المجلد الثاني: رئيس الوزراء وبعده: 1957-1966 (لندن: ماكميلان، 2011)

أحرق ماكميلان مذكراته لذروة قضية السويس، ويفترض أن يكون ذلك بناء على طلب إيدن، على الرغم من أن وجهة نظر كامبل كانت أكثر احتمالاً لحماية سمعته الشخصية.

### نوادي لندن
كان ماكميلان عضواً في العديد من الأندية. أصبح رئيس نادي كارلتون في عام 1977، وكثيراً ما بقى في النادي عندما كان عليه البقاء في لندن بين عشية وضحاها. في غضون أشهر قليلة من أن يصبح الرئيس دمج كارلتون وجونير كارلتون. وكان أيضا عضواً في نادي باك، نادي برات، نادي ترف ونادي بيفستيك. كما علق مرة واحدة أن نادي الأبيض كان 75٪ سادة و 25٪ محتالين، مزيج مثالي للنادي.

### مداخلاته السياسية
قام ماكميلان بتدخلات سياسية في بعض الأحيان في تقاعده. ورداً على ملاحظة أدلى بها رئيس الوزراء العمالي هارولد ويلسون حول عدم وجود أحذية له ليذهب إلى المدرسة، أعترض ماكميلان وقال: «إذا كان السيد ويلسون لم يكن لديه أحذية للذهاب إلى المدرسة لأنه كان كبيرا جداً بالنسبة لهم».
قبل ماكميلان أمر الإستحقاق في عام 1976. في أكتوبر من ذلك العام، دعا إلى «حكومة وحدة وطنية» بما في ذلك جميع الأحزاب، التي يمكن أن تحظى بدعم الجماهير لحل الأزمة الاقتصادية. وردا على سؤال حول من يمكنه قيادة مثل هذا التحالف، أجاب: «السيد غلادستون شكل حكومته الأخيرة عندما كان عمره ثالثة وثمانين، أنا فقط إثنين وثمانين، ويجب ألا تضع إغراء في طريقي». رجائه فسرت من قبل قادة الحزب على أنه محاولة للسلطة ورفض.
مازال كان ماكميلان يسافر على نطاق واسع، حيث زار الصين في أكتوبر 1979، حيث أجرى محادثات مع نائب رئيس الوزراء الأعلى دينج شياو بينج.

### علاقته مع مارغريت ثاتشر
وجد ماكميلان نفسه أكثر نشاطاً في السياسة بعد أن أصبحت مارغريت ثاتشر زعيم المحافظين في فبراير 1975. بعد أن أنهت حكم العمال لمدة خمس سنوات وأصبحت رئيس الوزراء في مايو 1979، قال إلى نايجل فيشر (كاتب سيرته الذاتية، وهو نفسه نائبا محافظاً): «كان تيد [هيث] جيداً جداً كالرقم الثاني {وقفة} ليس قائداً {وقفة}. الآن، لديكم زعيم حقيقي. {وقفة طويلة} ما إذا كانت تقودكم في الإتجاه الصحيح ...».
ومع ذلك، سجله كرئيس الوزراء تعرضت لهجوم من قبل النقديين في الحزب، الذي نظرياتهم شجعتها. وتساءل بصوت عال في خطاب احتفل به من أين تأتي هذه النظريات:
هل كانت الولايات المتحدة؟ أم كان التبت؟ ومن الصحيح تماماً، فإن العديد من اللوردات يذكروا أنها تعمل في الحضانة. كيف تعالج البرد؟ قالت واحدة من مربية الأطفال، «إطعام البرد». كانت كينزية جديدة. وقال الآخر، «تجويع البرد». كانت نقدية.
كان ماكميلان واحداً من عدة أشخاص نصحوا ثاتشر بإنشاء مجلس حرب صغيرة لإدارة حرب الفوكلاند. وبناء على نصيحته استبعدت الخزانة من هذه الهيئة. وبعد أن استفسر أولاً عما إذا كانت لدى لأرجنتين أسلحة نووية، كانت نصيحة ماكميلان تعيين مستشاراً عسكرياً كبيراً، مثل بج إسماي في الحرب العالمية الثانية (في حال خدم الأدميرال ليوين (رئيس أركان الدفاع) هذا الدور). وكانت قد تلقت بالفعل نصيحة لإستبعاد الخزانة من فرانك كوبر (وكيل وزارة الدفاع الدائم)، ليس أقلها لسلوك ماكميلان، بصفته المستشار، في المطالبة بوقف عملية السويس. كتبت فيما بعد: "لم أأسف أبداً من نصائح هارولد ماكميلان. ولم نكن نميل أبداً إلى المساس بأمن قواتنا لأسباب مالية. كل ما قمنا به كان محكوماً بالضرورة العسكرية.
مع إنشاء الأقران الوراثية مرة أخرى تحت ثاتشر، طلب ماكميلان الإيرلدوم التي كانت تمنح عادة لرؤساء الوزراء المغادرين، وفي 24 فبراير 1984 تم إنشاؤه إيرل ستوكتون وفيسكونت ماكميلان لأوفندن. وهو آخر رئيس للوزراء كان قد منح له طبقة نبلاء وراثية، على الرغم من أن زوج مارغريت تاتشر أعطيت له في وقت لاحق بارونيتاج، التي مرت على إبنها. وقد حصل على اللقب من مقعده البرلماني السابق على حافة حقول درم، وانتقد في خطابه الأول في مجلس اللورداتمعالجة ثاتشر لإضراب عمال مناجم الفحم ووصفها لعمال المناجم المضربين ب «العدو الداخلي». وحصل على حفاوة غير مسبوقة لمدته، التي تضمنت الكلمات التالية:
إنه يكسر قلبي أن أرى - ولا يمكنني التدخل - ما يحدث في بلدنا اليوم. هذا الإضراب الرهيب، من قبل أفضل الرجال في العالم، الذين ضربوا جيوش القيصر وهتلر ولم يعطوا قط. إنه لا جدوى ولا يمكننا تحمل هذا النوع من الشيء. ثم هناك تقسيم متزايد للإزدهار المحافظ في الجنوب والشمالالمتضرر والميدلاندز. كانت لدينا معارك ومشجرات ولكنهم كانوا نزاعات. والآن هناك نوع جديد من الكراهية الشريرة التي جلبت من قبل أنواع مختلفة من الناس.
بصفته مستشار جامعة أكسفورد، أدان ماكميلان رفضها في فبراير 1985 لمنح ثاتشر درجة فخرية. وأشار إلى أن القرار يمثل انقطاعاً عن التقاليد، وتوقع أن هذا العمل سوف يرجع على الجامعة.
من المفترض على نطاق واسع أن ماكميلان قد شبه سياسة ثاتشر للخصخصة إلى «بيع فضة الأسرة». وكان اقتباسه الدقيق، في عشاء لمجموعة الإصلاح المحافظ في الرابطة الملكية الأجنية في 8 نوفمبر 1985، كان موضوع بيع أصول شائعة بين الأفراد أو الدول عندما واجهوا صعوبات مالية: «أولاً وقبل كل شيء يذهب الفضة الجورجية . ثم كل ذلك الأثاث الجميل الذي كان ليكون في الصالون. ثم يذهب كاناليتوس.» وخصخصت أجزاء مربحة من صناعة الصلب والسكك الحديدية، جنباً إلى جنب مع بريتيش تيليكوم: «كانوا مثل اثنين من الرامبرانتس الذين لا يزالوا متركيين.»
علقوا كثيراً على خطاب ماكميلان، وبعد بضعة أيام أدلى بخطاب في مجلس اللوردات، مشيراً إليه:
عندما غزت في اليوم الآخر لانتقاد النظام كنت، وأخشى، يساء فهمها. وبصفتي محافظاً، فإنني أؤيد بطبيعة الحال العودة إلى الملكية الخاصة والإدارة الخاصة لكل وسائل الإنتاج والتوزيع التي تسيطر عليها الرأسمالية الحكومية الآن. وأنا واثق من أنها ستكون أكثر كفاءة. ما جئت إلى التساؤل إليه كان عن استخدام هذه المبالغ الضخمة كما لو كانوا دخل مالي.

## وفاته وجنازته
كان ماكميلان في كثير من الأحيان يلعب كرجل مسن قبل فترة طويلة من العمر الشيخوخة المنصوص عليه. في عام 1948 كتب همفري بيركلي كيف «انه يجعل يبين نفسه كضعيفاً ومتناسقاً»، مشيراً إلى كيف انه توقف فجأة من التشويش وجرى للقطار. نايجل فيشر يروي حكاية كيف استقبله ماكميلان في البداية إلى منزله يميل على عصا، لكنه سار في وقت لاحق، وسرعان ما خطو خطوات بشكل جيد، مرتين تصرف كعرجاء مرة أخرى وجلب العصا عندما تذكر «تمثيله». ومع ذلك، في سن الشيخوخة الحقيقي أصبح أعمى تقريباً، مما تسبب له في حاجة إلى العصي وذراع مساعدة.
توفي ماكميلان في بيرتش غروف، في قصر أسرة ماكميلان على حافة غابة أشداون بالقرب من بوابة تشيلوود في شرق ساسكس، بعد أربعة أيام من عيد الميلاد في عام 1986. كان عمره 92 عاماً و 322 يوماً - أعظم عمر حققه رئيس وزراء بريطانيا حتى تجاوزه اللورد كالاهان في 14 فبراير 2005. وقال حفيده وريث ألكسندر، الفيكونت ماكميلان أوفندن: "في الثمانية والأربعين الساعة الأخيرة كان ضعيفاً جداً ولكن معقول تماماً وذكي. وكانت كلماته الأخيرة "أعتقد أنني سأذهب إلى النوم الآن".
ولدى استقبالها للأخبار، أشادت به ثاتشر بأنه «رجل رائع جداً ووطني عظيم جداً»، وقال إن كراهيته «لبيع الفضة العائلية» لم تدمر العلاقة بينهم. كان «فريداً في مودة الشعب البريطاني».
جاءت التحيات من جميع أنحاء العالم. قال رئيس الولايات المتحدة رونالد ريغان: «إن الشعب الأمريكي يتقاسم في فقدان صوت الحكمة والإنسانية الذي جلب، مع بلاغة وذكاء لطيف، إلى مشاكل اليوم تجربة حياة طويلة من الخدمة العامة». بعث رئيس المؤتمر الوطني الأفريقي المحظورأوليفر تامبو بتعازيه: «سنذكره دائماً في جنوب افريقيا لجهوده لتشجيع نظام أبارتايد على الانحناء لرياح التغيير التي لا تزال تهب في جنوب افريقيا». الأمين العام للكومنولث السيد شريداث رامفال أكد: «إن قيادته في تقديم بريطانيا استجابة جدية للوعي الوطني الأفريقي شكلت حقبة ما بعد الحرب وجعلت الكومنولث الحديث ممكنا».
أقيمت جنازة خاصة في 5 يناير 1987 في كنيسة سانت جايلز، هورستد كينز، غرب ساسكس، حيث كان يعبد بانتظام ويقرأ الدرس. حضرها 200 من المشيعين، منهم 64 عضوا من عائلة ماكميلان، ثاتشر ورئيس الوزراء السابقيين اللورد هيوم، إدوارد هيث واللورد هيلشام و «عشرات من الدول المجاورة». أرسل أمير ويلز إكليل من الزهور في «الإعجاب بالذاكرة». دفن بجانب زوجته وبجوار والديه وابنه موريس، الذي توفي في عام 1984.
أشادت مجلس العموم بتحياتها في 12 يناير 1987، مع إشارة كثيرة إلى كتابه «الطريق الأوسط». وقالت ثاتشر: «في تقاعده هارولد ماكميلان احتل مكاناً فريداً في واجهات البلاد»، في حين ضرب زعيم العمال نيل كينوك مذكرة أكثر أهمية:
«إن الموت والمسافة لا يمكن أن يضفوا على السحر الكافي لتغيير الرأي القائل بأن الفترة التي ترأسها في الخمسينيات، في حين أنها بالتأكيد وشكرة فترة من الثراء والثقة المتزايدين، كانت أيضاً فرصة من الفرص التي ضاعت، والتغييرات التي تم تجنبها. لم يكن هارولد ماكميلان، بالطبع، مسؤولاً عن ذلك فحسب أو حتى بشكل بارز. لكننا لا يسعنا إلا أن نسجل بإحباط حقيقة أن المهاجم القوي للوضع الراهن في الثلاثينات أصبح شعاره لفترة في أواخر الخمسينيات قبل أن يعود إلى نقده في الثمانينيات.» 
وقد أقيمت في 10 فبراير 1987 خدمة تذكرية حضرتها الملكة والآلاف من المشيعين، أمام دير وستمنستر.

## مرتبة الشرف، جوائز وميراثه
في عام 1984 حصل على ميدالية الحرية من مركز دراسة روزفلت.
توجد أرشيفات ماكميلان في مكتبة بودلي التابعة لجامعة أكسفورد.
ظلت شركة النشر في أيدي الأسرة حتى تم شراء حصة الأغلبية في عام 1995 من قبل مجموعة النشر هولتزبرينك. إلا أن البصمة مستمرة.
حصل ماكميلان على عدد من الشهادات الفخرية، منها:
- 1956 - جامعة إنديانا [234]
- 1958 - جامعة ديباو [235]
- 1958 - جامعة جونز هوبكينز، جنباً إلى جنب مع إيزنهاور [236]
- 1961 - جامعة كامبريدج [237]

## مجلس وزرائه

### يناير 1957 - أكتوبر 1959
- هارولد ماكميلان: رئيس الوزراء
- اللورد كيلموير: السيد المستشار
- اللورد سالزبوري: السيد رئيس المجلس
- ريتشارد أوستن بتلر: ختم اللورد بريفي ووزير الدولة لإدارة الداخلية
- بيتر ثورنيكروفت: وزير الخزانة
- سيلوين لويد: وزير الدولة للشؤون الخارجية
- ألان لينوكس-بويد: وزير الدولة للمستعمرات
- لورد أليك دوغلاس هيوم: وزير الدولة لشؤون الكومنولث
- السير ديفيد إيكلس: رئيس مجلس التجارة
- تشارلز هيل: مستشار دوقية لانكستر
- اللورد هيلشام: وزير التربية والتعليم
- جون سكوت ماكلاي: وزير الدولة لشؤون اسكتلندا
- ديريك هيثكوات أموري: وزير الزراعة
- إيان ماكليود: وزير العمل والخدمة الوطنية
- هارولد آرثر واتكينسون: وزير النقل والطيران المدني
- دنكان إدوين سانديس: وزير الدفاع
- اللورد ميلز: وزير الطاقة
- هنري بروك: وزير الإسكان والحكم المحلي وشؤون ويلز

#### تغييرات
- مارس 1957 - اللورد هوم خلف اللورد سالزبوري كالسيد رئيس، وبقى وزير علاقات الكومنولث.
- سبتمبر 1957 - اللورد هيلشام يخلف اللورد هوم كالسيد رئيس، وهوم بقى وزير الكومنولث. جيوفري لويد خلفا هيلشام وزيراً للتعليم. ويدخل رئيس الخزانة، ريجينالد مودلينغ، إلى مجلس الوزراء.
- يناير 1958 - ديريك هيثكوات أموري خلف بيتر ثورنيكروفت لمنصب وزير الخزانة. جون هير يخلف عموري كوزير للزراعة.

### أكتوبر 1959 - يوليو 1960
- هارولد ماكميلان: رئيس الوزراء
- اللورد كيلموير: السيد المستشار
- لورد أليك دوغلاس هيوم: رئيس المجلس ووزير الدولة لشؤون الكومنولث
- اللورد هيلشام: ختم لورد بريفي ووزير العلوم
- ديريك هيثكوات أموري: وزير الخزانة
- ريتشارد أوستن بتلر: وزير الدولة لإدارة الداخلية
- سيلوين لويد: وزير الدولة للشؤون الخارجية
- إيان ماكليود: وزير الدولة للمستعمرات
- ريجينالد مودلينغ: رئيس مجلس التجارة
- تشارلز هيل: مستشار دوقية لانكستر
- السير ديفيد إيكلس: وزير التربية والتعليم
- لورد ميلز: السكرتير الأول للخزانة
- إرنست ماربلز: وزير النقل
- دنكان إدوين سانديس: وزير الطيران
- هارولد آرثر واتكينسون: وزير الدفاع
- جون سكوت ماكلاي: وزير الدولة لشؤون اسكتلندا
- إدوارد هيث: وزير العمل والخدمة الوطنية
- جون هير: وزير الزراعة
- هنري بروك: وزير الإسكان والحكم المحلي وشؤون ويلز

### يوليو 1960 - أكتوبر 1961
- هارولد ماكميلان: رئيس الوزراء
- اللورد كيلموير: السيد المستشار
- اللورد هيلشام: رئيس المجلس ووزير العلوم
- إدوارد هيث: اللورد ختم بريفي
- سيلوين لويد: وزير الخزانة
- ريتشارد أوستن بتلر: وزير الدولة لإدارة الداخلية
- اللورد أليك دوغلاس هيوم: وزير الدولة للشؤون الخارجية
- إيان ماكليود: وزير الدولة للمستعمرات
- دنكان إدوين سانديس: وزير الدولة لشؤون الكومنولث
- ريجينالد مودلينغ: رئيس مجلس التجارة
- تشارلز هيل: مستشار دوقية لانكستر
- السير ديفيد إيكلس: وزير التربية والتعليم
- اللورد هيلشام: وزير العلوم
- لورد ميلز: السكرتير الأول للخزانة
- إرنست ماربلز: وزير النقل
- بيتر ثورنيكروفت: وزير الطيران
- هارولد آرثر واتكينسون: وزير الدفاع
- جون سكوت ماكلاي: وزير الدولة لشؤون اسكتلندا
- جون هير: وزير العمل والخدمة الوطنية
- كريستوفر سوامس: وزير الزراعة
- هنري بروك: وزير الإسكان والحكم المحلي وشؤون ويلز

### أكتوبر 1961 - يوليو 1962
- هارولد ماكميلان: رئيس الوزراء
- اللورد كيلموير: السيد المستشار
- اللورد هيلشام: رئيس المجلس ووزير العلوم
- إدوارد هيث: اللورد ختم بريفي
- سيلوين لويد: وزير الخزانة
- ريتشارد أوستن بتلر: وزير الدولة لإدارة الداخلية
- اللورد أليك دوغلاس هيوم: وزير الدولة للشؤون الخارجية
- ريجينالد مودلينغ: وزير الدولة للمستعمرات
- دنكان إدوين سانديس: وزير الدولة لشؤون الكومنولث
- فريدريك إيرول: رئيس مجلس التجارة
- إيان ماكليود: مستشار دوقية لانكستر
- السير ديفيد إيكلس: وزير التربية والتعليم
- هنري بروك: السكرتير الأول للخزانة
- إرنست ماربلز: وزير النقل
- بيتر ثورنيكروفت: وزير الطيران
- هارولد آرثر واتكينسون: وزير الدفاع
- جون سكوت ماكلاي: وزير الدولة لشؤون اسكتلندا
- جون هير: وزير العمل والخدمة الوطنية
- كريستوفر سوامس: وزير الزراعة
- تشارلز هيل: وزير الإسكان والحكم المحلي وشؤون ويلز
- لورد ميلز: الوزير بدون حقيبة

### يوليو 1962 - أكتوبر 1963
ملاحظة: في تعديل وزاري جذري أطلق عليه اسم «ليلة السكاكين الطويلة»، أقال ماكميلان ثلث مجلس وزرائه وأحدث العديد من التغييرات الأخرى.
- هارولد ماكميلان: رئيس الوزراء
- ريتشارد أوستن بتلر: نائب رئيس الوزراء وسكرتير الدولة الاول
- اللورد ديلهورن: السيد المستشار
- اللورد هيلشام: رئيس المجلس ووزير العلوم
- إدوارد هيث: اللورد ختم بريفي
- ريجينالد مودلينغ : وزير الخزانة
- هنري بروك : وزير الدولة لإدارة الداخلية
- اللورد أليك دوغلاس هيوم: وزير الدولة للشؤون الخارجية
- دنكان إدوين سانديس : وزير الدولة للمستعمرات ووزير الدولة لشؤون الكومنولث
- فريدريك إيرول: رئيس مجلس التجارة
- إيان ماكليود: مستشار دوقية لانكستر
- السير إدوارد بويل: وزير التربية والتعليم
- جون بويد-كاربنتر : السكرتير الأول للخزانة
- إرنست ماربلز: وزير النقل
- بيتر ثورنيكروفت: وزير الطيران
- هارولد آرثر واتكينسون: وزير الدفاع
- مايكل نوبل: وزير الدولة لشؤون اسكتلندا
- جون هير: وزير العمل والخدمة الوطنية
- كريستوفر سوامس: وزير الزراعة
- السيد كيث جوزيف: وزير الإسكان والحكم المحلي وشؤون ويلز
- إينوك باول: وزير الصحة
- بيل ديدز: الوزير بدون حقيبة

## روابط خارجية
- هارولد ماكميلان على موقع IMDb (الإنجليزية)
- هارولد ماكميلان على موقع الموسوعة البريطانية (الإنجليزية)
- هارولد ماكميلان على موقع مونزينجر (الألمانية)
- هارولد ماكميلان على موقع ميوزك برينز (الإنجليزية)
- هارولد ماكميلان على موقع إن إن دي بي (الإنجليزية)
- هارولد ماكميلان على موقع ديسكوغز (الإنجليزية)
- هارولد ماكميلان على موقع قاعدة بيانات الفيلم (الإنجليزية)